# FC Volendam in het seizoen 2024/25
|               | Eerste divisie | KNVB beker | Totaal |
| ------------- | -------------- | ---------- | ------ |
| Wedstrijden   | 35             | 2          | 37     |
| Gewonnen      | 24             | 1          | 25     |
| Gelijk        | 4              | 0          | 4      |
| Verloren      | 7              | 1          | 8      |
| Thuis         | 18             | 0          | 18     |
| Uit           | 17             | 2          | 19     |
| Gele kaarten  | 40             | 2          | 42     |
| 2× gele kaart | 1              | 0          | 1      |
| Rode kaarten  | 2              | 0          | 2      |
| Doelsaldo     | +40            | +2         | +42    |
| voor          | 80             | 5          | 85     |
| tegen         | 40             | 3          | 43     |
| ‘De Nul’      | 11             | 0          | 11     |

FC Volendam komt in het seizoen 2024/2025 voor het 1e seizoen op rij uit in de Eerste divisie, na degradatie uit de Eredivisie het jaar ervoor. Daarnaast neemt het Volendamse elftal deel aan de KNVB Beker.
Op 13 april 2025 verzekerde FC Volendam zich na een 0–1 overwinning op Jong AZ van promotie naar de Eredivisie.

## Voorbereiding

### Mei
- Op 3 mei presenteerde FC Volendam de eerste versterking voor het seizoen 2024/25. Verdediger Daan Steur kwam over van RKAV Volendam en tekende voor één jaar, met de optie voor een extra seizoen.[1]
- Op 16 mei maakte FC Volendam bekend dat Regillio Simons komend seizoen geen hoofdtrainer meer zal zijn. Tevens werd benoemd dat assistent-trainer Michael Dingsdag nog een contract heeft tot de zomer van 2025.[2]
- Op 19 mei sloot FC Volendam het Eredivisie seizoen 2023/'24 af op de zeventiende plaats. FC Volendam degradeerde hiermee uit de Eredivisie naar de Eerste divisie.
- Op 27 mei stemde FC Volendam in met de vertrekwens van verdediger George Cox en werd zijn contract ontbonden.[3]
- Op 28 mei werd bekend dat Patrick Busby vanaf 1 juli 2024 de rol van technisch directeur bij FC Volendam gaat vervullen. Busby tekende voor drie jaar aan de Dijk.[4]
- Op 30 mei 2024 maakte FC Volendam kenbaar dat Rob Bootsman per 1 juli de nieuwe voorzitter van de voetbalvereniging is, als opvolger van Jaap Veerman.[5]

#### Juni
- Op 4 juni werd Rick Kruys gepresenteerd als nieuwe hoofdtrainer, als opvolger van Regillio Simons. Kruys tekende een contract voor twee seizoenen.[6]
- Op 5 juni maakte Yaell Samson via zijn eigen Instagram-account bekend een contract getekend te hebben bij FC Volendam. De doelman kwam over van FC Utrecht, waar hij in de onder 18 speelde.[7] Tevens tekende jeugdspeler Anass Bouziane zijn eerste contract.[8]
- Op 6 juni maakte FC Volendam de terugkeer van middenvelder Alex Plat wereldkundig. De middenvelder kwam transfervrij over van Telstar. Hij kwam eerder tussen 2017 en 2022 uit voor FC Volendam.[9]
- Op 7 juni werd de komst van Daniël Beukers aangekondigd. De vleugelverdediger kwam over van FC Groningen en tekende een contract voor drie seizoenen.[10][11]
- Op 11 juni stelde FC Volendam een nieuw algemeen directeur aan in de persoon van Cees Driebergen. Hij was eerder in eenzelfde rol werkzaam bij ADO Den Haag en trad bij FC Volendam in dienst per 1 juli 2024.[12]
- Op 14 juni maakte FC Volendam bekend dat spits Henk Veerman zijn contract met één jaar verlengt had, tot medio 2026 met de optie voor nog één seizoen.[13]
- Op 21 juni maakte Mawouna Amevor de overstap naar FC Volendam. De centrale verdediger tekende een contract voor twee seizoenen met de optie voor een extra seizoen en kwam over van FC Eindhoven.[14][15]
- Op 23 juni kwam naar buiten dat Billy van Duijl zijn carriere ging vervolgen bij AZ, waar hij in eerste instantie aansloot bij het beloftenteam.[16][17]
- Op 24 juni werd het definitieve speelschema voor het seizoen 2024/25 gepubliceerd. FC Volendam opent het seizoen met een uitwedstrijd tegen De Graafschap op 11 augustus. Eerste thuisduel is op 18 augustus met als tegenstander FC Emmen. Het seizoen wordt afgesloten met een uitwedstrijd bij en tegen FC Dordrecht.[18]
- Op 27 juni presenteerde FC Volendam acht versterkingen voor het tweede elftal.[19] Twee hiervan, Mauro Zijlstra (N.E.C. O21) en Gladwin Curiel (AFC), zouden uiteindelijk in het seizoen 2024/25 ook minuten maken in het eerste elftal.
- Op 28 juni tekende Quincy Hoeve zijn eerste profcontract. De international van Bonaire verbond zich voor twee seizoenen aan FC Volendam.[20]

### Juli
- Op 1 juli trapte FC Volendam het voetbalseizoen 2024/25 af met de eerste veldtraining. Tevens maakte FC Volendam bekend dat Hidde van Boven de technische staf completeert als assistent.[21]
- Na afloop van de eerste training vertelde technisch directeur Patrick Busby voor de camera's van ESPN dat FC Volendam een akkoord had bereikt met IFK Värnamo over de overgang van Luke Le Roux.[22] Een dag later werd de transfer door beide clubs bevestigd.[23][24]
- Op 6 juli speelde FC Volendam een oefenwedstrijd tegen MSV Duisburg met 0–0 gelijk.[25]
- Op 11 juli kwam FC Volendam in de zoektocht naar versterking voor de positie van linkervleugelverdediger uit bij Yannick Leliendal. Leliendal tekende voor één jaar met de optie voor nog één seizoen.[26]
- Op 12 juli tekende oelman Khadim Ngom (18) bij FC Volendam zijn eerste profcontract getekend, tot medio 2026.[27]
- Op 12 juli won FC Volendam een oefenwedstrijd tegen vv Noordwijk met 5–0 door doelpunten van Veerman (2x), Mühren, Blommestijn en Steur.[28]
- Op 15 juli vertrok de FC Volendam-selectie voor een trainingskamp naar Uitgeest dat tot en met 19 juli zou duren.
- Op 17 juli won FC Volendam een oefenwedstrijd van Al-Shamal met 1–0 door een doelpunt van Hoeve.[29]
- Op 19 juli bereikten FC Volendam en Go Ahead Eagles een akkoord over de transfer van Calvin Twigt naar Deventer.[30][31]
- Op 20 juli speelde FC Volendam een oefenwedstrijd tegen KMSK Deinze met 1–1 gelijk. Het FC Volendam-doelpunt werd gemaakt door Mühren.[32]
- Op 27 juli won FC Volendam een oefenwedstrijd tegen RKAV Volendam met 0–3 door doelpunten van Mühren, Hoeve en Benamar.[33]
- Op 29 juli kondigde FC Volendam de zesde versterking van het seizoen aan. Aurelio Oehlers tekende een contract tot medio 2027 bij de club, nadat zijn contract bij FC Utrecht eerder afliep en hij een paar weken op proef was in het Kras Stadion.[34]
- Op 30 juli werd jeugdproduct Myron Mau-Asam beloond met zijn eerste profcontract.[35]
- Op 31 juli maakte Walid Ould-Chikh de overstap van FC Volendam naar Eintracht Braunschweig.[36][37]

### Augustus
- Op 2 augustus verloor FC Volendam een oefenduel met 3-1 tegen Jong Ajax. Er werd 3x45 minuten gespeeld. Het FC-Volendam doelpunt werd gemaakt door Henk Veerman.[38]
- Op 6 augustus nam FC Volendam afscheid van Diego Gustavo en Jay Koorndijk. De contracten van het tweetal werden met wederzijds goedvinden ontbonden. Zodoende konden zij transfervrij op zoek naar een nieuwe club.[39]

## Competitieseizoen

### Augustus
- Op 11 augustus opende FC Volendam het Eerste divisie-seizoen met een uitwedstrijd tegen De Graafschap. Deze wedstrijd werd met 4–3 verloren. De FC Volendam-doelpunten werden gemaakt door Mühren, De Haan en Veerman. Leliendal maakte zijn debuut, net als Oehlers en Steur.[40]
- Op 18 augustus verloor FC Volendam thuis van FC Emmen met 0–1. Amevor, Beukers en Van der Horst maakten hun debuut. Doelman Lauwers wist in de tweede helft een strafschop te stoppen.[41]
- Op 23 augustus verloor FC Volendam uit van ADO Den Haag met 2–1. Het FC Volendam-doelpunt werd gemaakt door Veerman. Verdediger Gladwin Curiel maakte in dit duel zijn debuut.[42]
- Op 27 augustus werd bekend dat middenvelder Bram van Driel voor één seizoen werd verhuurd aan US Lecce, waar hij aansloot bij het tweede elftal van de club. Er was een optie tot koop opgenomen in de deal.[43][44]
- Op 30 augustus bereikten FC Volendam, Flip Klomp en SV Spakenburg overeenstemming over de verhuur van de speler aan de club uit Bunschoten-Spakenburg. Tevens werd bekend gemaakt dat FC Volendam zijn aan het einde van het seizoen aflopende contract niet zal verlengen.[45][46]
- Op 31 augustus won FC Volendam thuis met 4–0 van TOP Oss dankzij doelpunten van Mühren, Plat en Oehlers (2x). De wedstrijd was tevens het debuut voor verdediger Luca Blondeau.[47]

### September
- Op 2 september was de laatste dag voor het sluiten van de Transfermarkt in Nederland. Allereerst presenteerde FC Volendam met Jamie Jacobs een versterking voor het middenveld. Hij kwam over van het Deense Viborg FF.[48][49] Daarnaast kwam Nordin Bukala over van Jong FC Utrecht. Daar tegenover stond het vertrek van drie spelers. Joey Antonioli maakte de overstap naar de FC Twente/Heracles Academie[50] en de contracten van verdediger Benaissa Benamar en middenvelder Robin Maulun werden ontbonden.[51][52]
- Op 5 september werd de snelle ontwikkeling van Gladwin Curiel beloond in de vorm van een eerste profcontract. Hij tekende voor twee seizoenen.[53]
- Op 6 september completeerde FC Volendam de selectie met Brandley Kuwas. De aanvaller tekende een contract voor één seizoen. Kuwas was transfervrij en trainde de afgelopen periode al mee in het Kras Stadion.[54]
- Op 11 september tekende Volendammer Luca Blondeau zijn eerste profcontract. Blondeau is een product van Voetbal Volendam. In 2022 stroomde hij vanuit RKAV Volendam, via een ontwikkeltraject in bij de jeugd van FC Volendam.[55]
- Op 13 september speelde FC Volendam uit met 2–2 gelijk tegen MVV Maastricht. De FC Volendam-doelpunten werden gemaakt door Veerman. Middenvelder Jacobs maakte zijn debuut en was de aangever bij de openingstreffer.[56]
- Op 17 september won FC Volendam thuis met 2–0 van FC Dordrecht dankzij doelpunten van Mühren en Ould-Chikh. Jeugdspeler Bouziane debuteerde in dit duel, door een kwartier voor tijd in te vallen voor Mühren.[57]
- Op 20 september won FC Volendam uit met 2–3 van Helmond Sport dankzij doelpunten van Mühren en Veerman en een eigen doelpunt van Bryan Van Hove.[58]
- Op 27 september verloor FC Volendam thuis met  2–4 van VVV-Venlo. Namens FC Volendam troffen Veerman en Beukers het net.[59]
- Op 28 september lootte FC Volendam een uitwedstrijd tegen VV DOVO voor de eerste ronde van het KNVB bekertoernooi.[60]

### Oktober
- Op 1 oktober tekende Elvis Manu een contract voor de rest van het seizoen bij FC Volendam. Manu was transfervrij en trainde de afgelopen periode al mee in het Kras Stadion.[61]
- Op 4 oktober won FC Volendam uit met 1–2 van Vitesse. Mbuyamba en Mühren maakten de doelpunten voor het andere Oranje. Manu maakte in de tweede helt als invaller zijn debuut. Doelman Van Oevelen kreeg onder de lat de voorkeur voor Lauwers, die tot dan toe alles gekeept had.[62]
- Op 18 oktober won FC Volendam uit met 1–2 van SC Cambuur dankzij treffers van Mühren en Kuwas.[63]
- Op 22 oktober won FC Volendam thuis met 3–2 van FC Den Bosch. Voor FC Volendam waren Kuwas, Mbuyamba en Manu trefzeker. Middenvelder Nordin Bukala maakte deze avond zijn debuut.[64]
- Op 25 oktober speelde FC Volendam thuis tegen FC Eindhoven. Dit duel werd met 4–1 gewonnen, dankzij doelpunten van Mbuyamba, Plat, aanvoerder Veerman en Payne. Voor laatstgenoemde was het zijn eerste doelpunt in het betaalde voetbal.[65]
- Op 31 oktober speelde FC Volendam voor de eerste ronde van het KNVB bekertoernooi uit tegen VV DOVO. Het duel werd met 1–5 gewonnen dankzij treffers van achtereenvolgens Jacobs, Kuwas, wederom Jacobs, Ould-Chikh en Hoeve. Voor Hoeve was het zijn eerste officiële doelpunt voor FC Volendam.[66]

### November
- Op 1 november lootte FC Volendam een uitwedstrijd tegen Rijnsburgse Boys voor de tweede ronde van het KNVB bekertoernooi.[67]
- Op 3 november speelde FC Volendam met 2–2 gelijk uit bij Telstar. Namens FC Volendam scoorden Veerman en Plat.[68]
- Op 8 november won FC Volendam thuis met 2–0 van Jong FC Utrecht dankzij treffers van Ould-Chikh en Veerman.[69]
- Op 13 november speelde FC Volendam een besloten oefenwedstrijd bij Sparta Rotterdam. Op Het Kasteel werd met 1–0 verloren.[70]
- Op 22 november won FC Volendam uit met 1–4 van Jong PSV. Doelpunten aan de kant van FC Volendam kwamen van Mühren (3x) en Jacobs.
- Op 25 november speelde FC Volendam thuis tegen Jong Ajax. In eigen huis werd er met 3–0 gewonnen dankzij de trefzekerheid van Mühren (2x) en Ould-Chikh.
- Op 29 november stond voor FC Volendam een uitduel tegen Roda JC op het programma. Dankzij een doelpunt van Veerman in de slotfase eindigde het duel in 1–1.[71]

### December
- Op 6 december was FC Volendam in egen huis met 2–0 te sterk voor Jong AZ. In de eerste helft scoorde De Haan, in de tweede helft was Veerman trefzeker.[72]
- Op 10 december tekende technisch directeur Patrick Busby een nieuw driejarig contract.[73]
- Op 13 december speelde FC Volendam uit tegen Excelsior. Na een doelpuntloos gelijkspel werd FC Volendam winnaar van de tweede periode.[74] Door de behaalde periodetitel is FC Volendam in ieder geval zeker van deelname aan de play-offs om promotie.
- Op 18 december lichtte FC Volendam de optie in het contract van verdediger Mbuyamba, waardoor hij tot medio 2026 vast kwam te liggen.[75]
- Op 19 december werd FC Volendam uitgeschakeld in de tweede ronde van het KNVB bekertoernooi. Uit bij Rijnsburgse Boys werd met 2–0 verloren. Aan FC Volendam-zijde waren er twee debutanten: Key-Shawn Wong-A-Soij en Mauro Zijlstra.[76]
- Op 20 december werd spits Robert Mühren verkozen tot beste speler van de tweede periode, trainer Rick Kruys werd verkozen tot beste trainer van de tweede periode.[77]
- Op 22 december sloot FC Volendam 2024 af met een 2–1 overwinning thuisoverwinning op De Graafschap. Robert Mühren nam beide doelpunten voor zijn rekening.[78]
- Op 23 december bracht FC Volendam het nieuws naar buiten dat het contract van spits Blommestijn was ontbonden. De spits kwam dit seizoen nog niet voor FC Volendam in actie in competitieverband.[79]

### Januari
- Op 2 januari tekende middenvelder Nordin Bukala zijn eerste profcontract, voor anderhalf jaar.[80]
- Op 7 januari werd bekend dat FC Volendam en Manu per 1 februari uit elkaar gaan. De aanvaller kreeg zodoende de mogelijkheid om uit te kijken naar een nieuwe club.[81]
- Op 10 januari begon FC Volendam 2025 met een uitwedstrijd tegen FC Eindhoven. Er werd met 1–3 gewonnen, Bukala, Kuwas en Amevor scoorden.[82]
- Op 16 januari tekende middenvelder Anita tot het einde van het seizoen een contract op amateurbasis.[83]
- Op 17 januari speelde FC Volendam thuis tegen Vitesse, een duel dat met 4–0 werd gewonnen dankzij treffers van Mühren (2x), Mbuyamba en Veerman.[84]
- Op 23 januari tekende Silvinho Esajas tot het einde van het seizoen een contract op amateurbasis. De verdediger was transfervrij, nadat zijn contract bij ADO Den Haag werd ontbonden. De 22-jarige Esajas sluit tot en met de zomer aan op amateurbasis. Vanaf de zomer ligt er een driejarig contract voor hem klaar.[85]
- Op 24 januari pakte FC Volendam thuis drie punten tegen MVV Maastricht dankzij een dubbelslag van Veerman en een doelpunt van Plat (3-1). Nieuwe aanwinsten Anita en Esajas maakte beide hun debuut in dit treffen.[86]
- Op 28 januari vertrok Quincy Hoeve per direct op huurbasis naar Jong Sparta Rotterdam, die dit seizoen uitkomen in de Tweede divisie.[87][88]
- Op 30 januari kwam het nieuws naar buiten dat Kayne van Oevelen langer verbonden bleef aan FC Volendam. Het contract van de sluitpost werd opengebroken en verlengt tot medio 2028.[89]
- Op 31 januari versterkte FC Volendam zich per direct met Jerson Cabral. De vleugelaanvaller werd transfervrij toegevoegd aan de selectie. Cabral tekende op amateurbasis tot het einde van het seizoen.[90]
- Op 31 januari verloor FC Volendam uit met 3-0 van FC Den Bosch.

### Februari
- Op 3 februari tekende verdediger Lars de Wit zijn eerste profcontract. De 18-jarige verdediger tekende voor 2,5 seizoen aan De Dijk.[91]
- Op 7 februari verloor FC Volendam in eigen huis met 1–2 van ADO Den Haag. Names FC Volendam trof Henk Veerman het net.
- Op 15 februari speelde FC Volendam uit tegen FC Emmen. Het duel werd met 1–2 gewonnen dankzij doelpunten van Jamie Jacobs en Henk Veerman.
- Op 20 februari verlengde rechtsback Déron Payne zijn contract bij FC Volendam met drie seizoenen, tot medio 2028.
- Op 22 februari won FC Volendam uit bij VVV-Venlo met 1–3 dankzij treffers van Xavier Mbuyamba, Milan de Haan en Robert Mühren.
- Op 28 februari speelde FC Volendam thuis tegen Helmond Sport. Er werd met 3–1 gewonnen dankzij doelpunten van Robert Mühren en Aurelio Oehlers (2x).

### Maart
- Op 7 maart speelde FC Volendam uit tegen TOP Oss. Met doelpunten van Mawouna Amevor en Henk Veerman boekte FC Volendam een zakelijke 0–2 zege.
- Op 11 maart won FC Volendam thuis met 3–0 van Telstar door een hattrick van Henk Veerman.
- Op 15 maart speelde FC Volendam thuis tegen SC Cambuur. De wedstrijd werd met 4-1 gewonnen, namens FC Volendam troffen Jamie Jacobs, Henk Veerman, Alex Plat en Bilal Ould-Chikh het net.
- Op 28 maart bracht FC Volendam contractnieuws naar buiten. FC Volendam lichtte de optie in het contract van Yannick Leliendal, die daardoor tot medio 2026 onder contract kwam te staan. Van Barry Lauwers, Gladwin Curiel en Daan Steur worden de opties niet gelicht. Zes selectiespelers waren in het bezit van een aflopende verbintenis. Deze werden op dat moment niet verlengd. Imran Nazih, Flip Klomp en Bilal Ould-Chikh gaan de club verlaten. FC Volendam gaat nog in gesprek met Robert Mühren, Brandley Kuwas en Jamie Jacobs over hun toekomst in Volendam. Dat geldt ook voor Vurnon Anita en Jerson Cabral, die op amateurbasis bij FC Volendam spelen. Tot slot verlengde FC Volendam het contract van middenvelder Nordin Bukala.[92][93]
- Op 31 maart speelde FC Volendam uit tegen Jong Ajax. Op Sportpark De Toekomst werd met 0–2 gewonnen. Ryan van de Pavert opende met een eigen doelpunt de score, waarna Jamie Jacobs de tweede treffer maakte.

### April
- Op 4 april speelt FC Volendam thuis tegen Jong PSV. Het duel werd met 4–0 gewonnen. Doelpunten kwamen van Yannick Leliendal, Brandley Kuwas, Jamie Jacobs en Henk Veerman.
- Op 14 april speelt FC Volendam uit tegen Jong AZ. Bij winst verzekerde FC Volendam zich van promotie naar de Eredivisie. In het AFAS Stadion werd er door een 0–1 stand gewonnen tegen het beloften team van AZ. Alex Plat maakte het enige doelpunt en was hierdoor de matchwinner.[94]
- Op 20 april speelt FC Volendam thuis tegen Excelsior. Het duel werd met 1–4 verloren, Henk Veerman maakte namens FC Volendam de eretreffer.
- Op 25 april verlengde verdediger Daan Steur zijn aflopende contract met twee seizoenen. Tevens werd bekend gemaakt dat hij voor het seizoen 2025/26 verhuurd voor V.V. IJsselmeervogels zal spelen.[95]
- Op 28 april speelt FC Volendam uit tegen Jong FC Utrecht. Bij minimaal een gelijkspel mag FC Volendam zich uitroepen tot kampioen van de Keuken Kampioen Divisie.

### Mei
- Op 2 mei speelt FC Volendam thuis tegen Roda JC.
- Op 9 mei speelt FC Volendam uit tegen FC Dordrecht.

## Clubstatistieken seizoen 2024/25

### Stand in Nederlandse Eerste divisie
| Stand | Gespeeld | Gewonnen | Gelijk | Verloren | Punten | Doelpunten voor | Doelpunten tegen | Gele kaarten | Twee gele kaarten | Rode kaarten |
| ----- | -------- | -------- | ------ | -------- | ------ | --------------- | ---------------- | ------------ | ----------------- | ------------ |
| 1     | 35       | 24       | 4      | 7        | 76     | 80              | 40               | 40           | 1                 | 2            |

### Stand, punten en doelpunten per speelronde
Winst
Gelijk
Verlies
| Speelronde              | 01         | 02         | 03         | 04         | 05         | 06         | 07         | 08         | 09         | 10         | 11         | 12         | 13         | 14         | 15         | 16         | 17         | 18         | 19         | 20         | 21         | 22         | 23         | 24         | 25         | 26         | 27         | 28         | 29         | 30         | 31         | 32         | 33         | 34         | 35         | 36         | 37         | 38         |
| ----------------------- | ---------- | ---------- | ---------- | ---------- | ---------- | ---------- | ---------- | ---------- | ---------- | ---------- | ---------- | ---------- | ---------- | ---------- | ---------- | ---------- | ---------- | ---------- | ---------- | ---------- | ---------- | ---------- | ---------- | ---------- | ---------- | ---------- | ---------- | ---------- | ---------- | ---------- | ---------- | ---------- | ---------- | ---------- | ---------- | ---------- | ---------- | ---------- |
| Trainer                 | Rick Kruys | Rick Kruys | Rick Kruys | Rick Kruys | Rick Kruys | Rick Kruys | Rick Kruys | Rick Kruys | Rick Kruys | Rick Kruys | Rick Kruys | Rick Kruys | Rick Kruys | Rick Kruys | Rick Kruys | Rick Kruys | Rick Kruys | Rick Kruys | Rick Kruys | Rick Kruys | Rick Kruys | Rick Kruys | Rick Kruys | Rick Kruys | Rick Kruys | Rick Kruys | Rick Kruys | Rick Kruys | Rick Kruys | Rick Kruys | Rick Kruys | Rick Kruys | Rick Kruys | Rick Kruys | Rick Kruys | Rick Kruys | Rick Kruys | Rick Kruys |
| Punten per speelronde   | 0          | 0          | 0          | 3          | 1          | 3          | 3          | 0          | 3          | 3          | 3          | 3          | 1          | 3          | 3          | 3          | 1          | 3          | 1          | 3          | 3          | 3          | 3          | 0          | 0          | 3          | 3          | 3          | 3          | 3          | 3          | 3          | 3          | 3          | 0          |            |            |            |
| Punten na speelronde    | 0          | 0          | 0          | 3          | 4          | 7          | 10         | 10         | 13         | 16         | 19         | 22         | 23         | 26         | 29         | 32         | 33         | 36         | 37         | 40         | 43         | 46         | 49         | 49         | 49         | 52         | 55         | 58         | 61         | 64         | 67         | 70         | 73         | 76         | 76         |            |            |            |
| Stand na speelronde     | 14         | 20         | 20         | 16         | 18         | 13         | 9          | 11         | 7          | 6          | 5          | 5          | 5          | 4          | 3          | 2          | 2          | 2          | 2          | 1          | 1          | 1          | 1          | 1          | 1          | 1          | 1          | 1          | 1          | 1          | 1          | 1          | 1          | 1          | 1          |            |            |            |
| Goals per speelronde    | 3          | 0          | 1          | 4          | 2          | 2          | 3          | 2          | 2          | 2          | 3          | 4          | 2          | 2          | 4          | 3          | 1          | 2          | 0          | 2          | 3          | 4          | 3          | 0          | 1          | 2          | 3          | 3          | 2          | 3          | 4          | 2          | 4          | 1          | 1          |            |            |            |
| Goals na speelronde     | 3          | 3          | 4          | 8          | 10         | 12         | 15         | 17         | 19         | 21         | 24         | 28         | 30         | 32         | 36         | 39         | 40         | 42         | 42         | 44         | 47         | 51         | 54         | 54         | 55         | 57         | 60         | 63         | 65         | 68         | 72         | 74         | 78         | 79         | 80         |            |            |            |
| Doelsaldo na speelronde | -1         | -2         | -3         | +1         | +1         | +3         | +4         | +2         | +3         | +4         | +5         | +8         | +8         | +10        | +13        | +16        | +16        | +18        | +18        | +19        | +21        | +25        | +27        | +24        | +23        | +24        | +26        | +28        | +30        | +33        | +36        | +38        | +42        | +43        | +40        |            |            |            |

| (Eind)stand | Kwalificatie voor                                                                                      |
| ----------- | --- |
| 1           | Kampioen, met promotie naar de Eredivisie                                                              |
| 2           | Promotie naar de Eredivisie, als niet-kampioen                                                         |
|             | Play-offs voor promotie naar de Eredivisie, als (vervangend) periodekampioen of op basis van eindstand |
|             | Handhaving in Eerste divisie                                                                           |

### Toeschouwersaantallen
| Tegenstander                  | ADO   | CAM   | DBO   | DOR   | EIN   | EMM   | EXC   | GRA   | HEL   | JAJ   | JAZ   | JPS   | JUT   | MVV   | RJC | TEL   | TOP   | VIT   | VVV   | Totaal (Gem.)     |
| ----------------------------- | ----- | ----- | ----- | ----- | ----- | ----- | ----- | ----- | ----- | ----- | ----- | ----- | ----- | ----- | --- | ----- | ----- | ----- | ----- | ----------------- |
| Volendam thuis (Kras Stadion) | 6.623 | 6.794 | 5.526 | 5.047 | 6.100 | 5.564 | 6.957 | 6.046 | 5.992 | 5.784 | 5.676 | 6.507 | 5.508 | 5.837 |     | 5.919 | 5.243 | 6.455 | 5.629 | 107.207 (≈ 5.956) |
| Volendam uit                  | 152   | 536   | 211   |       | 151   | 330   | 400*1 | 170   | 144   | 180*1 | 750*1 | 98    |       | 57    | 150 | 350*1 | 285   | 248   | 207   | 4.419 (≈ 260)     |

*1 = Uitverkocht

Aantallen uitsupporters op basis van informatie op Facebookpagina Awaydays NL.

### Topscorers
| Nr.                         | Naam                        | Goal |
| --------------------------- | --------------------------- | ---- |
| 1                           | Henk Veerman                | 23   |
| 2                           | Robert Mühren               | 17   |
| 3                           | Alex Plat                   | 6    |
| 4                           | Jamie Jacobs                | 5    |
| 4                           | Xavier Mbuyamba             | 5    |
| 6                           | Brandley Kuwas              | 4    |
| 6                           | Aurelio Oehlers             | 4    |
| 6                           | Bilal Ould-Chikh            | 4    |
| 9                           | Milan de Haan               | 3    |
| 10                          | Mawouna Amevor              | 2    |
| 11                          | Daniël Beukers              | 1    |
| 11                          | Nordin Bukala               | 1    |
| 11                          | Yannick Leliendal           | 1    |
| 11                          | Elvis Manu                  | 1    |
| 11                          | Déron Payne                 | 1    |
| Eigen doelpunt tegenstander | Eigen doelpunt tegenstander | 2    |
| Totaal                      | Totaal                      | 80   |

| Nr.    | Naam             | Goal |
| ------ | ---------------- | ---- |
| 1      | Jamie Jacobs     | 2    |
| 2      | Quincy Hoeve     | 1    |
| 2      | Brandley Kuwas   | 1    |
| 2      | Bilal Ould-Chikh | 1    |
| Totaal | Totaal           | 5    |

| Nr.                         | Naam                        | Goal |
| --------------------------- | --------------------------- | ---- |
| 1                           | Henk Veerman                | 23   |
| 2                           | Robert Mühren               | 17   |
| 3                           | Jamie Jacobs                | 7    |
| 4                           | Alex Plat                   | 6    |
| 5                           | Brandley Kuwas              | 5    |
| 5                           | Xavier Mbuyamba             | 5    |
| 5                           | Bilal Ould-Chikh            | 5    |
| 8                           | Aurelio Oehlers             | 4    |
| 9                           | Milan de Haan               | 3    |
| 10                          | Mawouna Amevor              | 2    |
| 11                          | Daniël Beukers              | 1    |
| 11                          | Nordin Bukala               | 1    |
| 11                          | Quincy Hoeve                | 1    |
| 11                          | Yannick Leliendal           | 1    |
| 11                          | Elvis Manu                  | 1    |
| 11                          | Déron Payne                 | 1    |
| Eigen doelpunt tegenstander | Eigen doelpunt tegenstander | 2    |
| Totaal                      | Totaal                      | 85   |

| Nr.    | Naam             | Goal |
| ------ | ---------------- | ---- |
| 1      | Robert Mühren    | 3    |
| 1      | Henk Veerman     | 3    |
| 3      | Quincy Hoeve     | 2    |
| 4      | Benaissa Benamar | 1    |
| 4      | Koen Blommestijn | 1    |
| 4      | Daan Steur       | 1    |
| Totaal | Totaal           | 11   |

### Assists
| Nr.    | Naam              | Assist |
| ------ | ----------------- | ------ |
| 1      | Bilal Ould-Chikh  | 17     |
| 2      | Henk Veerman      | 10     |
| 3      | Robert Mühren     | 7      |
| 4      | Jamie Jacobs      | 6      |
| 4      | Yannick Leliendal | 6      |
| 6      | Alex Plat         | 4      |
| 7      | Brandley Kuwas    | 3      |
| 7      | Déron Payne       | 3      |
| 9      | Milan de Haan     | 2      |
| 10     | Nordin Bukala     | 1      |
| 10     | Silvinho Esajas   | 1      |
| 10     | Myron Mau-Asam    | 1      |
| 10     | Xavier Mbuyamba   | 1      |
| Totaal | Totaal            | 62     |

| Nr.    | Naam           | Assist |
| ------ | -------------- | ------ |
| 1      | Myron Mau-Asam | 1      |
| 1      | Déron Payne    | 1      |
| 1      | Daan Steur     | 1      |
| Totaal | Totaal         | 3      |

| Nr.    | Naam              | Assist |
| ------ | ----------------- | ------ |
| 1      | Bilal Ould-Chikh  | 17     |
| 2      | Henk Veerman      | 10     |
| 3      | Robert Mühren     | 7      |
| 4      | Jamie Jacobs      | 6      |
| 4      | Yannick Leliendal | 6      |
| 6      | Déron Payne       | 4      |
| 6      | Alex Plat         | 4      |
| 8      | Brandley Kuwas    | 3      |
| 9      | Milan de Haan     | 2      |
| 9      | Myron Mau-Asam    | 2      |
| 11     | Nordin Bukala     | 1      |
| 11     | Silvinho Esajas   | 1      |
| 11     | Xavier Mbuyamba   | 1      |
| 11     | Daan Steur        | 1      |
| Totaal | Totaal            | 65     |

## Selectie in het seizoen 2024/25
Tot de selectie 2024/25 worden alle spelers gerekend die gedurende (een deel van) het Eerste divisie-seizoen tot de selectie van het eerste elftal hebben behoord volgens de FC Volendam-website, dus ook als ze bijvoorbeeld geen wedstrijd gespeeld hebben of tijdens het seizoen zijn vertrokken naar een andere club. De spelers van Jong FC Volendam of de FC Volendam jeugdopleiding worden hier ook tot de selectie gerekend, als ze bij minimaal één officiële wedstrijd van het eerste elftal tot de wedstrijdselectie behoorden.

### Selectie
| Nr.             | Nat.                                                           | Naam                  | Contract        | Geboortedatum     | Seizoen         | Vorige club                           | Debuut FC Volendam |
| Doelverdediging | Doelverdediging                                                | Doelverdediging       | Doelverdediging | Doelverdediging   | Doelverdediging | Doelverdediging                       | Doelverdediging    |
| --------------- | -------------------------------------------------------------- | --------------------- | --------------- | ----------------- | --------------- | ------------------------------------- | ------------------ |
| 16              | Vlag van Nederland · Vlag van Senegal                          | Khadim Ngom           | 2026            | 5 augustus 2005   | 1e              | ASC Waterwijk (O18)                   | –                  |
| 20              | Vlag van Nederland                                             | Kayne van Oevelen     | 2028            | 7 augustus 2003   | 3e              | AFC (O18)                             | 19 mei 2024        |
| 22              | Vlag van Nederland                                             | Barry Lauwers         | 2025            | 29 november 1999  | 7e              | FC Volendam jeugdopleiding            | 12 mei 2021        |
| 30              | Vlag van Nederland                                             | Yaell Samson          | Jeugdcontract   | 3 april 2006      | 1e              | FC Utrecht O18                        | –                  |
| Verdediging     |                                                                |                       |                 |                   |                 |                                       |                    |
| 2               | Vlag van Nederland                                             | Daniël Beukers        | 2027            | 28 januari 2004   | 1e              | FC Groningen                          | 18 augustus 2024   |
| 3               | Vlag van Togo · Vlag van Nederland                             | Mawouna Amevor        | 2026            | 16 december 1991  | 1e              | FC Eindhoven                          | 18 augustus 2024   |
| 4               | Vlag van Nederland · Vlag van Congo-Kinshasa                   | Xavier Mbuyamba       | 2026            | 31 december 2001  | 3e              | Chelsea FC                            | 9 september 2022   |
| 12              | Vlag van Nederland · Vlag van Verenigde Staten                 | Déron Payne           | 2025            | 25 september 2002 | 3e              | Koninklijke HFC                       | 6 november 2022    |
| 14              | Vlag van Nederland                                             | Daan Steur            | 2025            | 6 augustus 2002   | 1e              | RKAV Volendam                         | 11 augustus 2024   |
| 15              | Vlag van Marokko · Vlag van Nederland                          | Benaissa Benamar      | 2025            | 8 april 1997      | 4e              | FC Utrecht                            | 14 januari 2022    |
| 23              | Vlag van Nederland · Vlag van Curaçao                          | Gladwin Curiel        | 2026            | 24 maart 2002     | 1e              | AFC                                   | 23 augustus 2024   |
| 25              | Vlag van Nederland                                             | Luca Blondeau         | 2026            | 11 februari 2006  | 1e              | FC Volendam jeugdopleiding            | 31 augustus 2024   |
| 28              | Vlag van Nederland · Vlag van Suriname                         | Silvinho Esajas       | 2028            | 08 juli 2002      | 1e              | ADO Den Haag                          | 24 januari 2025    |
| 32              | Vlag van Nederland · Vlag van België                           | Yannick Leliendal     | 2025            | 23 april 2002     | 1e              | FC Utrecht                            | 11 augustus 2024   |
| 53              | Vlag van Nederland · Vlag van Suriname                         | Nash Bijnoe           | Jeugdcontract   | 30 maart 2005     | 1e              | AFC Ajax (O18)                        | –                  |
| Middenveld      |                                                                |                       |                 |                   |                 |                                       |                    |
| 5               | Vlag van Nederland · Vlag van Nederlandse Antillen (1986-2010) | Vurnon Anita          | 2025            | 4 april 1989      | 1e              | Al-Orubah                             | 24 januari 2025    |
| 6               | Vlag van Nederland                                             | Alex Plat             | 2027            | 4 februari 1998   | 6e              | Telstar                               | 20 oktober 2017    |
| 8               | Vlag van Nederland                                             | Jamie Jacobs          | 2025            | 3 december 1997   | 1e              | Viborg FF                             | 13 september 2024  |
| 15              | Vlag van Nederland                                             | Anass Bouziane        | 2026            | 22 december 2006  | 1e              | FC Volendam jeugdopleiding            | 17 september 2024  |
| 18              | Vlag van Nederland · Vlag van Marokko                          | Nordin Bukala         | 2026            | 18 september 2005 | 1e              | Jong FC Utrecht                       | 22 oktober 2024    |
| 19              | Vlag van Nederland                                             | Myron Mau-Asam        | 2026            | 1 april 2004      | 2e              | FC Volendam jeugdopleiding            | 5 mei 2024         |
| 23              | Vlag van Nederland                                             | Flip Klomp            | 2025            | 18 oktober 2001   | 3e              | Koninklijke HFC (verhuur FC Volendam) | 29 januari 2023    |
| 24              | Vlag van Nederland                                             | Bram van Driel        | 2026            | 28 mei 2005       | 2e              | FC Utrecht (O18)                      | 29 oktober 2023    |
| 33              | Vlag van Frankrijk                                             | Robin Maulun          | 2025            | 23 november 1996  | 2e              | SC Cambuur                            | 16 november 2023   |
| 34              | Vlag van Marokko · Vlag van Nederland                          | Imran Nazih           | 2025            | 25 januari 2006   | 4e              | FC Volendam jeugdopleiding            | 31 augustus 2022   |
| 36              | Vlag van Nederland                                             | Milan de Haan         | 2026            | 20 november 2003  | 5e              | RKAV Volendam (O19)                   | 1 oktober 2021     |
| 37              | Vlag van Nederland · Vlag van Italië                           | Joey Antonioli        | Jeugdcontract   | 15 december 2003  | 5e              | FC Volendam jeugdopleiding            | 7 mei 2021         |
| 46              | Vlag van Nederland                                             | Mika van der Horst    | 2027            | 11 mei 2005       | 2e              | FC Volendam jeugdopleiding            | 18 augustus 2024   |
| Aanval          |                                                                |                       |                 |                   |                 |                                       |                    |
| 7               | Vlag van Marokko · Vlag van Nederland                          | Bilal Ould-Chikh      | 2025            | 28 juli 1997      | 4e              | ADO Den Haag                          | 14 januari 2022    |
| 9               | Vlag van Nederland                                             | Henk Veerman          | 2026            | 26 februari 1991  | 6e              | ADO Den Haag (verhuur FC Volendam)    | 26 mei 2013        |
| 10              | Vlag van Curaçao · Vlag van Nederland                          | Brandley Kuwas        | 2025            | 19 september 1992 | 4e              | Giresunspor                           | 12 augustus 2012   |
| 11              | Vlag van Nederland · Vlag van Suriname                         | Aurelio Oehlers       | 2027            | 5 februari 2004   | 1e              | Jong FC Utrecht                       | 11 augustus 2024   |
| 21              | Vlag van Nederland                                             | Robert Mühren         | 2025            | 18 mei 1989       | 8e              | SC Cambuur                            | 5 augustus 2011    |
| 26              | Vlag van Nederland · Vlag van Kaapverdië                       | Jerson Cabral         | 2025            | 3 januari 1991    | 1e              | PS Kalamata                           | 31 januari 2025    |
| 27              | Bonaire · Vlag van Nederland                                   | Quincy Hoeve          | 2026            | 3 april 2003      | 2e              | Gil Vicente (O19)                     | 19 augustus 2023   |
| 28              | Vlag van Nederland · Vlag van Ghana                            | Elvis Manu            | 2025            | 13 augustus 1993  | 1e              | Universitatea Cluj                    | 4 oktober 2024     |
| 29              | Vlag van Nederland                                             | Koen Blommestijn      | 2025            | 14 oktober 1999   | 4e              | Quick Boys (verhuur FC Volendam)      | 11 februari 2022   |
| 31              | Vlag van Nederland                                             | Key-Shawn Wong-A-Soij | Jeugdcontract   | 1 oktober 2006    | 1e              | FC Volendam jeugdopleiding            | 19 december 2024   |
| 39              | Vlag van Nederland                                             | Mauro Zijlstra        | Jeugdcontract   | 9 november 2004   | 1e              | N.E.C. (O21)                          | 19 december 2024   |
| 77              | Vlag van Nederland                                             | Caner Demircioglu     | Jeugdcontract   | 30 juli 2002      | 2e              | Telstar (O21)                         | 12 mei 2024        |

### Statistieken
| Naam                  | Eerste divisie  | Eerste divisie  | Eerste divisie  | Eerste divisie  | Eerste divisie  | Eerste divisie  | Eerste divisie  |                 | KNVB beker      | KNVB beker      | KNVB beker      | KNVB beker      | KNVB beker      | KNVB beker      | KNVB beker      |                 | Totaal          | Totaal          | Totaal          | Totaal          | Totaal          | Totaal          | Totaal          |
| Naam                  | W               |                 |                 |                 |                 | B               | min             |                 | W               |                 |                 |                 |                 | B               | min             |                 | W               |                 |                 |                 |                 | B               | min             |
| Doelverdediging       | Doelverdediging | Doelverdediging | Doelverdediging | Doelverdediging | Doelverdediging | Doelverdediging | Doelverdediging | Doelverdediging | Doelverdediging | Doelverdediging | Doelverdediging | Doelverdediging | Doelverdediging | Doelverdediging | Doelverdediging | Doelverdediging | Doelverdediging | Doelverdediging | Doelverdediging | Doelverdediging | Doelverdediging | Doelverdediging | Doelverdediging |
| --------------------- | --------------- | --------------- | --------------- | --------------- | --------------- | --------------- | --------------- | --------------- | --------------- | --------------- | --------------- | --------------- | --------------- | --------------- | --------------- | --------------- | --------------- | --------------- | --------------- | --------------- | --------------- | --------------- | --------------- |
| Barry Lauwers         | 8               | 0               | 0               | 0               | 0               | 15              | 720             |                 | 0               | 0               | 0               | 0               | 0               | 2               | 0               |                 | 8               | 0               | 0               | 0               | 0               | 17              | 720             |
| Khadim Ngom           | 0               | 0               | 0               | 0               | 0               | 24              | 0               |                 | 0               | 0               | 0               | 0               | 0               | 2               | 0               |                 | 0               | 0               | 0               | 0               | 0               | 26              | 0               |
| Kayne van Oevelen     | 16              | 0               | 2               | 0               | 0               | 8               | 1.440           |                 | 2               | 0               | 0               | 0               | 0               | 0               | 180             |                 | 18              | 0               | 2               | 0               | 0               | 8               | 1.620           |
| Yaell Samson          | 0               | 0               | 0               | 0               | 0               | 1               | 0               |                 | 0               | 0               | 0               | 0               | 0               | 0               | 0               |                 | 0               | 0               | 0               | 0               | 0               | 1               | 0               |
| Verdediging           |                 |                 |                 |                 |                 |                 |                 |                 |                 |                 |                 |                 |                 |                 |                 |                 |                 |                 |                 |                 |                 |                 |                 |
| Mawouna Amevor        | 23              | 1               | 5               | 0               | 0               | 0               | 2.070           |                 | 1               | 0               | 1               | 0               | 0               | 1               | 90              |                 | 24              | 1               | 6               | 0               | 0               | 1               | 2.160           |
| Benaissa Benamar      | 2               | 0               | 0               | 0               | 0               | 0               | 106             |                 | 0               | 0               | 0               | 0               | 0               | 0               | 0               |                 | 2               | 0               | 0               | 0               | 0               | 0               | 106             |
| Daniël Beukers        | 5               | 1               | 2               | 1               | 0               | 3               | 145             |                 | 0               | 0               | 0               | 0               | 0               | 0               | 0               |                 | 5               | 1               | 2               | 1               | 0               | 3               | 145             |
| Luca Blondeau         | 4               | 0               | 0               | 0               | 0               | 17              | 13              |                 | 1               | 0               | 0               | 0               | 0               | 1               | 9               |                 | 5               | 0               | 0               | 0               | 0               | 18              | 22              |
| Nash Bijnoe           | 0               | 0               | 0               | 0               | 0               | 2               | 0               |                 | 0               | 0               | 0               | 0               | 0               | 0               | 0               |                 | 0               | 0               | 0               | 0               | 0               | 2               | 0               |
| Gladwin Curiel        | 8               | 0               | 1               | 0               | 0               | 14              | 572             |                 | 0               | 0               | 0               | 0               | 0               | 1               | 0               |                 | 8               | 0               | 1               | 0               | 0               | 15              | 572             |
| Silvinho Esajas       | 2               | 0               | 1               | 0               | 0               | 0               | 19              |                 | 0               | 0               | 0               | 0               | 0               | 0               | 0               |                 | 2               | 0               | 1               | 0               | 0               | 0               | 19              |
| Yannick Leliendal     | 23              | 0               | 1               | 0               | 1               | 0               | 1.995           |                 | 2               | 0               | 0               | 0               | 0               | 0               | 171             |                 | 25              | 0               | 1               | 0               | 1               | 0               | 2.166           |
| Xavier Mbuyamba       | 22              | 4               | 1               | 0               | 1               | 0               | 1.957           |                 | 2               | 0               | 1               | 0               | 0               | 0               | 180             |                 | 23              | 3               | 2               | 0               | 1               | 0               | 2.137           |
| Déron Payne           | 18              | 1               | 2               | 0               | 0               | 1               | 1.510           |                 | 2               | 0               | 0               | 0               | 0               | 0               | 112             |                 | 20              | 1               | 2               | 0               | 0               | 1               | 1.622           |
| Daan Steur            | 3               | 0               | 1               | 0               | 0               | 21              | 209             |                 | 1               | 0               | 0               | 0               | 0               | 1               | 90              |                 | 4               | 0               | 1               | 0               | 0               | 22              | 299             |
| Middenveld            |                 |                 |                 |                 |                 |                 |                 |                 |                 |                 |                 |                 |                 |                 |                 |                 |                 |                 |                 |                 |                 |                 |                 |
| Vurnon Anita          | 2               | 0               | 0               | 0               | 0               | 0               | 24              |                 | 0               | 0               | 0               | 0               | 0               | 0               | 0               |                 | 2               | 0               | 0               | 0               | 0               | 0               | 24              |
| Anass Bouziane        | 5               | 0               | 0               | 0               | 0               | 14              | 54              |                 | 1               | 0               | 0               | 0               | 0               | 0               | 3               |                 | 6               | 0               | 0               | 0               | 0               | 14              | 57              |
| Nordin Bukala         | 13              | 1               | 1               | 0               | 0               | 2               | 561             |                 | 2               | 0               | 0               | 0               | 0               | 0               | 31              |                 | 15              | 1               | 1               | 0               | 0               | 2               | 592             |
| Milan de Haan         | 14              | 2               | 2               | 0               | 0               | 3               | 855             |                 | 1               | 0               | 0               | 0               | 0               | 0               | 81              |                 | 15              | 2               | 2               | 0               | 0               | 3               | 936             |
| Mika van der Horst    | 3               | 0               | 0               | 0               | 0               | 1               | 113             |                 | 0               | 0               | 0               | 0               | 0               | 0               | 0               |                 | 3               | 0               | 0               | 0               | 0               | 1               | 113             |
| Jamie Jacobs          | 17              | 1               | 1               | 0               | 0               | 0               | 1.271           |                 | 1               | 2               | 0               | 0               | 0               | 0               | 87              |                 | 18              | 3               | 1               | 0               | 0               | 0               | 1.358           |
| Myron Mau-Asam        | 7               | 0               | 1               | 0               | 0               | 9               | 224             |                 | 2               | 0               | 0               | 0               | 0               | 0               | 138             |                 | 9               | 0               | 1               | 0               | 0               | 9               | 362             |
| Imran Nazih           | 3               | 0               | 0               | 0               | 0               | 5               | 5               |                 | 0               | 0               | 0               | 0               | 0               | 0               | 0               |                 | 3               | 0               | 0               | 0               | 0               | 5               | 5               |
| Alex Plat             | 24              | 4               | 2               | 0               | 0               | 0               | 2.018           |                 | 2               | 0               | 0               | 0               | 0               | 0               | 180             |                 | 26              | 3               | 2               | 0               | 0               | 0               | 2.198           |
| Aanval                |                 |                 |                 |                 |                 |                 |                 |                 |                 |                 |                 |                 |                 |                 |                 |                 |                 |                 |                 |                 |                 |                 |                 |
| Koen Blommestijn      | 0               | 0               | 0               | 0               | 0               | 4               | 0               |                 | 0               | 0               | 0               | 0               | 0               | 0               | 0               |                 | 0               | 0               | 0               | 0               | 0               | 4               | 0               |
| Jerson Cabral         | 1               | 0               | 0               | 0               | 0               | 0               | 15              |                 | 0               | 0               | 0               | 0               | 0               | 0               | 0               |                 | 1               | 0               | 0               | 0               | 0               | 0               | 15              |
| Caner Demircioglu     | 2               | 0               | 0               | 0               | 0               | 13              | 21              |                 | 1               | 0               | 0               | 0               | 0               | 1               | 28              |                 | 3               | 0               | 0               | 0               | 0               | 14              | 49              |
| Quincy Hoeve          | 9               | 0               | 0               | 0               | 0               | 14              | 133             |                 | 2               | 1               | 0               | 0               | 0               | 0               | 49              |                 | 11              | 1               | 0               | 0               | 0               | 14              | 182             |
| Brandley Kuwas        | 16              | 3               | 2               | 0               | 0               | 0               | 1.094           |                 | 1               | 1               | 0               | 0               | 0               | 0               | 90              |                 | 17              | 4               | 2               | 0               | 0               | 0               | 1.184           |
| Elvis Manu            | 6               | 1               | 0               | 0               | 0               | 0               | 54              |                 | 1               | 0               | 0               | 0               | 0               | 0               | 69              |                 | 7               | 1               | 0               | 0               | 0               | 0               | 123             |
| Robert Mühren         | 24              | 15              | 1               | 0               | 0               | 0               | 1.973           |                 | 1               | 0               | 0               | 0               | 0               | 1               | 62              |                 | 25              | 15              | 1               | 0               | 0               | 1               | 2.035           |
| Aurelio Oehlers       | 17              | 2               | 1               | 0               | 0               | 6               | 531             |                 | 2               | 0               | 0               | 0               | 0               | 0               | 130             |                 | 19              | 2               | 1               | 0               | 0               | 6               | 661             |
| Bilal Ould-Chikh      | 24              | 3               | 3               | 0               | 0               | 0               | 2.002           |                 | 2               | 1               | 0               | 0               | 0               | 0               | 152             |                 | 26              | 4               | 3               | 0               | 0               | 0               | 2.154           |
| Henk Veerman          | 24              | 14              | 1               | 0               | 0               | 0               | 1.992           |                 | 0               | 0               | 0               | 0               | 0               | 1               | 0               |                 | 24              | 12              | 0               | 0               | 0               | 1               | 1.992           |
| Key-Shawn Wong-A-Soij | 0               | 0               | 0               | 0               | 0               | 1               | 0               |                 | 1               | 0               | 0               | 0               | 0               | 0               | 28              |                 | 1               | 0               | 0               | 0               | 0               | 1               | 28              |
| Mauro Zijlstra        | 1               | 0               | 0               | 0               | 0               | 2               | 2               |                 | 1               | 0               | 0               | 0               | 0               | 0               | 20              |                 | 2               | 0               | 0               | 0               | 0               | 2               | 22              |
| Totaal                | 24              | 53              | 31              | 1               | 2               | 180             | 2.160           |                 | 2               | 5               | 2               | 0               | 0               | 11              | 180             |                 | 26              | 58              | 32              | 1               | 2               | 191             | 2.340           |
|                       | W               |                 |                 |                 |                 | B               | min             |                 | W               |                 |                 |                 |                 | B               | min             |                 | W               |                 |                 |                 |                 | B               | min             |
| Eerste divisie        | Eerste divisie  | Eerste divisie  | Eerste divisie  | Eerste divisie  | Eerste divisie  | Eerste divisie  |                 | KNVB beker      | KNVB beker      | KNVB beker      | KNVB beker      | KNVB beker      | KNVB beker      | KNVB beker      |                 | Totaal          | Totaal          | Totaal          | Totaal          | Totaal          | Totaal          | Totaal          |                 |

Statistieken zijn bijgewerkt tot en met speelronde 24 + twee rondes beker en gebaseerd op data van Transfermarkt.nl

### Mutaties

#### Aangetrokken in de zomer
| Speler            | Vorige club        | Contract                             |
| ----------------- | ------------------ | ------------------------------------ |
| Mawouna Amevor    | FC Eindhoven       | 2026 (optie + 1 jaar)                |
| Daniël Beukers    | FC Groningen       | 2027                                 |
| Koen Blommestijn  | Quick Boys         | 2025 (was verhuurd)                  |
| Nordin Bukala     | Jong FC Utrecht    | Jeugdcontract                        |
| Gladwin Curiel    | AFC                | Jeugdcontract                        |
| Jamie Jacobs      | Viborg FF          | 2025                                 |
| Flip Klomp        | Koninklijke HFC    | 2025 (was verhuurd)                  |
| Brandley Kuwas    | Giresunspor        | 2025                                 |
| Yannick Leliendal | FC Utrecht         | 2026 (optie + 1 jaar)                |
| Elvis Manu        | Universitatea Cluj | 2025                                 |
| Aurelio Oehlers   | Jong FC Utrecht    | 2027                                 |
| Walid Ould-Chikh  | Roda JC            | 2025 (was verhuurd)                  |
| Alex Plat         | Telstar            | 2027                                 |
| Yaell Samson      | FC Utrecht O18     | Jeugdcontract                        |
| Daan Steur        | RKAV Volendam      | 2025 (optie + 1 jaar)                |
| Henk Veerman      | ADO Den Haag       | 2026 (optie + 1 jaar) (was verhuurd) |
| Mauro Zijlstra    | N.E.C. (O21)       | Jeugdcontract                        |

#### Vertrokken in de zomer
| Speler             | Nieuwe club                 | Mutatietype        |
| ------------------ | --------------------------- | ------------------ |
| Joey Antonioli     | FC Twente/Heracles Academie | Transfer           |
| Benaissa Benamar   | Raja Casablanca             | Contract ontbonden |
| Mio Backhaus       | Werder Bremen               | Einde huurperiode  |
| Zach Booth         | Leicester City              | Einde huurperiode  |
| Oskar Buur         | Lyngby BK                   | Einde contract     |
| George Cox         | Swindon Town                | Contract ontbonden |
| Achraf Douiri      | zonder club                 | Einde contract     |
| Bram van Driel     | US Lecce Primavera          | Verhuurd           |
| Billy van Duijl    | Jong AZ                     | Transfer           |
| Ibrahim El Kadiri  | De Graafschap               | Einde contract     |
| Ezechiel Fiemawhle | Villena CF                  | Einde contract     |
| Josh Flint         | Crawley Town                | Einde contract     |
| Axel Guessand      | Udinese                     | Einde huurperiode  |
| Diego Gustavo      | zonder club                 | Contract ontbonden |
| Darius Johnson     | Phoenix Rising              | Einde contract     |
| Safouane Karim     | Girondins de Bordeaux       | Einde contract     |
| Flip Klomp         | SV Spakenburg               | Verhuurd           |
| Garang Kuol        | Newcastle United            | Einde huurperiode  |
| Luke Le Roux       | IFK Värnamo                 | Transfer           |
| Robin Maulun       | SC Sagamihara               | Contract ontbonden |
| Damon Mirani       | Heracles Almelo             | Einde contract     |
| Walid Ould-Chikh   | Eintracht Braunschweig      | Transfer           |
| Brian Plat         | Beerschot VA                | Einde contract     |
| Vivaldo Semedo     | Udinese                     | Einde huurperiode  |
| Rob Tol            | zonder club                 | Einde contract     |
| Calvin Twigt       | Go Ahead Eagles             | Transfer           |

#### Aangetrokken in de winter
| Speler          | Vorige club  | Contract |
| --------------- | ------------ | -------- |
| Vurnon Anita    | Al-Orubah    | 2025     |
| Jerson Cabral   | PS Kalamata  | 2025     |
| Silvinho Esajas | ADO Den Haag | 2028     |

#### Vertrokken in de winter
| Speler           | Nieuwe club     | Mutatietype        |
| ---------------- | --------------- | ------------------ |
| Koen Blommestijn | Westchester SC  | Contract ontbonden |
| Quincy Hoeve     | Jong Sparta     | Huurbasis          |
| Elvis Manu       | nog niet bekend | Contract ontbonden |

#### Contractverlenging
| Speler             | Contract oud               | Contract nieuw        |
| ------------------ | -------------------------- | --------------------- |
| Mohammed Belfqih   | FC Volendam jeugdopleiding | 2026                  |
| Luca Blondeau      | FC Volendam jeugdopleiding | 2026                  |
| Anass Bouziane     | FC Volendam jeugdopleiding | 2026                  |
| Nordin Bukala      | jeugdcontract              | 2026                  |
| Gladwin Curiel     | jeugdcontract              | 2026                  |
| Bram van Driel     | FC Volendam jeugdopleiding | 2026 (optie + 1 jaar) |
| Quincy Hoeve       | FC Volendam jeugdopleiding | 2026                  |
| Mika van der Horst | FC Volendam jeugdopleiding | 2027                  |
| Xavier Mbuyamba    | 2025                       | 2026                  |
| Myron Mau-Asam     | FC Volendam jeugdopleiding | 2026                  |
| Khadim Ngom        | FC Volendam jeugdopleiding | 2026                  |
| Kayne van Oevelen  | 2025                       | 2028                  |
| Valenciano Perseit | FC Volendam jeugdopleiding | 2026 (optie + 1 jaar) |
| Enzo Pestana       | FC Volendam jeugdopleiding | 2026                  |
| Daan Steur         | 2025                       | 2027 (optie + 1 jaar) |
| Jesper Tielemans   | FC Volendam jeugdopleiding | 2026 (optie + 1 jaar) |
| Henk Veerman       | 2025                       | 2026 (optie +1 jaar)  |
| Lars de Wit        | jeugdcontract              | 2027                  |

#### Te vertrekken in de zomer 2025
| Speler           | Nieuwe club           | Mutatietype    |
| ---------------- | --------------------- | -------------- |
| Flip Klomp       | nog niet bekend       | Einde contract |
| Barry Lauwers    | nog niet bekend       | Einde contract |
| Imran Nazih      | nog niet bekend       | Einde contract |
| Bilal Ould-Chikh | nog niet bekend       | Einde contract |
| Daan Steur       | V.V. IJsselmeervogels | huurbasis      |

## Staf en medewerkers
| Naam                | Functie           | Nationaliteit |
| ------------------- | ----------------- | ------------- |
| Rick Kruys          | Hoofdtrainer      | Nederland     |
| Michael Dingsdag    | Assistent-trainer | Nederland     |
| Hidde van Boven     | Assistent-trainer | Nederland     |
| Frank van der Geest | Keeperstrainer    | Nederland     |
| Jelmer Stiekema     | Performancecoach  | Nederland     |
| Joomay Odjo         | Performancecoach  | Nederland     |
| Peter Jan Roskam    | Fysiotherapeut    | Nederland     |
| Kenta Inuzuka       | Fysiotherapeut    | Japan         |
| Piet Smit           | Teammanager       | Nederland     |
| Nathasja Keur       | Videoanalist      | Nederland     |
| Pascal van Buiten   | Materiaalman      | Nederland     |
| Tibbe Kwakman       | Teamassistentie   | Nederland     |
| Hans Braas          | Teamassistentie   | Nederland     |

## Wedstrijden

### Eerste divisie
Speelronde 1:
| 11 augustus 2024, 16:45 uur | De Graafschap                                               | 4 - 3 (2 - 1) | FC Volendam                        | Opstelling De Graafschap | Opstelling FC Volendam |  |
| Stadion: De Vijverberg, Doetinchem Toeschouwers: 9.576 Scheidsrechter: Van de Graaf Assistenten: Diks Assistenten: Vandeursen 4de official: Van der Vaart | Van Gilst 10' Van der Haar 16' Wevers 90+1' El Kadiri 90+4' |               | 36' Mühren 52' De Haan 60' Veerman | Wieggers, Fortes , Hardeman, Hillen, Schoppema 84' ( Willemse), Warmerdam, Seuntjens 28' 64' ( Eduardo), Brittijn 70' 75' ( Wevers 90+6'), Bisselink 64' ( El Kadiri), Van de Haar, Van Gilst 75' ( Büttner) RESERVEBANK: Kremers, Jonkers, Symons, Kaak, Yadir | Lauwers, Payne, Mbuyamba 71', Benamar, Steur 69', De Haan 88' ( Nazih), Plat 46' ( Ould-Chikh), Leliendal, Oehlers 67' 73' ( Mau-Asam), Veerman , Mühren 73' ( Hoeve) RESERVEBANK: Ngom, Van Oevelen, Beukers, Curiel, Van der Horst, Blommestijn |  |
| Stadion: De Vijverberg, Doetinchem Toeschouwers: 9.576 Scheidsrechter: Van de Graaf Assistenten: Diks Assistenten: Vandeursen 4de official: Van der Vaart |                                                             |               |                                    | Wieggers, Fortes , Hardeman, Hillen, Schoppema 84' ( Willemse), Warmerdam, Seuntjens 28' 64' ( Eduardo), Brittijn 70' 75' ( Wevers 90+6'), Bisselink 64' ( El Kadiri), Van de Haar, Van Gilst 75' ( Büttner) RESERVEBANK: Kremers, Jonkers, Symons, Kaak, Yadir | Lauwers, Payne, Mbuyamba 71', Benamar, Steur 69', De Haan 88' ( Nazih), Plat 46' ( Ould-Chikh), Leliendal, Oehlers 67' 73' ( Mau-Asam), Veerman , Mühren 73' ( Hoeve) RESERVEBANK: Ngom, Van Oevelen, Beukers, Curiel, Van der Horst, Blommestijn |  |
| Stadion: De Vijverberg, Doetinchem Toeschouwers: 9.576 Scheidsrechter: Van de Graaf Assistenten: Diks Assistenten: Vandeursen 4de official: Van der Vaart |                                                             |               |                                    | Wieggers, Fortes , Hardeman, Hillen, Schoppema 84' ( Willemse), Warmerdam, Seuntjens 28' 64' ( Eduardo), Brittijn 70' 75' ( Wevers 90+6'), Bisselink 64' ( El Kadiri), Van de Haar, Van Gilst 75' ( Büttner) RESERVEBANK: Kremers, Jonkers, Symons, Kaak, Yadir | Lauwers, Payne, Mbuyamba 71', Benamar, Steur 69', De Haan 88' ( Nazih), Plat 46' ( Ould-Chikh), Leliendal, Oehlers 67' 73' ( Mau-Asam), Veerman , Mühren 73' ( Hoeve) RESERVEBANK: Ngom, Van Oevelen, Beukers, Curiel, Van der Horst, Blommestijn |  |
| Bijz.: Debuut Leliendal, Oehlers en Steur Afwezig: Amevor (geschorst)                                                                                     |                                                             |               |                                    | | |  |

Speelronde 2:
| 18 augustus 2024, 16:45 uur | FC Volendam | 0 - 1 (0 - 0) | FC Emmen                     | Opstelling FC Volendam | Opstelling FC Emmen |  |
| Stadion: Kras Stadion, Volendam Toeschouwers: 5.564 Scheidsrechter: Gerrets Assistenten: Schaap Assistenten: Westhof 4de official: Ordelmans |             |               | 65' (pen.) Rhein 75' Hawkins | Lauwers, Payne, Amevor, Steur 74' ( Benamar), Leliendal 64', Ould-Chikh 65' ( Van der Horst), De Haan 74' ( Beukers), Plat, Oehlers 57' ( Mau-Asam), Veerman 74' ( Hoeve), Mühren RESERVEBANK: Van Oevelen, Ngom, Curiel, Nazih, Demircioğlu, Blommestijn | Unbehaun, Te Wierik 18' ( Soares), Mulder, Vos 46' ( Nunumete), Hammouti 70', Hawkins 79' ( Geypens), Rhein, Wagner, Kade, Nsona 90+1' ( Rogulj), Evina 46' ( Sadiku) RESERVEBANK: Hoekstra, Jalving, Bolk |  |
| Stadion: Kras Stadion, Volendam Toeschouwers: 5.564 Scheidsrechter: Gerrets Assistenten: Schaap Assistenten: Westhof 4de official: Ordelmans |             |               |                              | Lauwers, Payne, Amevor, Steur 74' ( Benamar), Leliendal 64', Ould-Chikh 65' ( Van der Horst), De Haan 74' ( Beukers), Plat, Oehlers 57' ( Mau-Asam), Veerman 74' ( Hoeve), Mühren RESERVEBANK: Van Oevelen, Ngom, Curiel, Nazih, Demircioğlu, Blommestijn | Unbehaun, Te Wierik 18' ( Soares), Mulder, Vos 46' ( Nunumete), Hammouti 70', Hawkins 79' ( Geypens), Rhein, Wagner, Kade, Nsona 90+1' ( Rogulj), Evina 46' ( Sadiku) RESERVEBANK: Hoekstra, Jalving, Bolk |  |
| Stadion: Kras Stadion, Volendam Toeschouwers: 5.564 Scheidsrechter: Gerrets Assistenten: Schaap Assistenten: Westhof 4de official: Ordelmans |             |               |                              | Lauwers, Payne, Amevor, Steur 74' ( Benamar), Leliendal 64', Ould-Chikh 65' ( Van der Horst), De Haan 74' ( Beukers), Plat, Oehlers 57' ( Mau-Asam), Veerman 74' ( Hoeve), Mühren RESERVEBANK: Van Oevelen, Ngom, Curiel, Nazih, Demircioğlu, Blommestijn | Unbehaun, Te Wierik 18' ( Soares), Mulder, Vos 46' ( Nunumete), Hammouti 70', Hawkins 79' ( Geypens), Rhein, Wagner, Kade, Nsona 90+1' ( Rogulj), Evina 46' ( Sadiku) RESERVEBANK: Hoekstra, Jalving, Bolk |  |
| Bijz.: Debuut Amevor, Beukers en Van der Horst Afwezig: Mbuyamba (geschorst)                                                                 |             |               |                              | | |  |

Speelronde 3:
| 23 augustus 2024, 20:00 uur | ADO Den Haag        | 2 - 1 (1 - 0) | FC Volendam | Opstelling ADO Den Haag | Opstelling FC Volendam |  |
| Stadion: Bingoal Stadion, Den Haag Toeschouwers: 6.905 Scheidsrechter: Puts Assistenten: Inia Assistenten: Van Rijn 4de official: Visser    | Schalk 31' Vlak 55' |               | 62' Veerman | Coremans 90', Van der Sloot 77' ( Granli), Esajas, Waem, Sylla, Van Mieghem 80' ( Lourens), Kilo, Schalk , Vlak, Ideho, Bonis 57' RESERVEBANK: Wentges, Van de Riet, Hokke, Does, Boakye, Struick, Maasland, Houwaart | Lauwers, Payne 69' ( Curiel), Amevor, Steur 46' ( Oehlers), Beukers 27', 67', Ould-Chikh, De Haan 46' ( Hoeve), Plat, Van der Horst 58' ( Mau-Asam), Veerman , Mühren RESERVEBANK: Ngom, Van Oevelen, Bijnoe, Nazih, Blommestijn, Demircioğlu |  |
| Stadion: Bingoal Stadion, Den Haag Toeschouwers: 6.905 Scheidsrechter: Puts Assistenten: Inia Assistenten: Van Rijn 4de official: Visser    |                     |               |             | Coremans 90', Van der Sloot 77' ( Granli), Esajas, Waem, Sylla, Van Mieghem 80' ( Lourens), Kilo, Schalk , Vlak, Ideho, Bonis 57' RESERVEBANK: Wentges, Van de Riet, Hokke, Does, Boakye, Struick, Maasland, Houwaart | Lauwers, Payne 69' ( Curiel), Amevor, Steur 46' ( Oehlers), Beukers 27', 67', Ould-Chikh, De Haan 46' ( Hoeve), Plat, Van der Horst 58' ( Mau-Asam), Veerman , Mühren RESERVEBANK: Ngom, Van Oevelen, Bijnoe, Nazih, Blommestijn, Demircioğlu |  |
| Stadion: Bingoal Stadion, Den Haag Toeschouwers: 6.905 Scheidsrechter: Puts Assistenten: Inia Assistenten: Van Rijn 4de official: Visser    |                     |               |             | Coremans 90', Van der Sloot 77' ( Granli), Esajas, Waem, Sylla, Van Mieghem 80' ( Lourens), Kilo, Schalk , Vlak, Ideho, Bonis 57' RESERVEBANK: Wentges, Van de Riet, Hokke, Does, Boakye, Struick, Maasland, Houwaart | Lauwers, Payne 69' ( Curiel), Amevor, Steur 46' ( Oehlers), Beukers 27', 67', Ould-Chikh, De Haan 46' ( Hoeve), Plat, Van der Horst 58' ( Mau-Asam), Veerman , Mühren RESERVEBANK: Ngom, Van Oevelen, Bijnoe, Nazih, Blommestijn, Demircioğlu |  |
| Bijz.: Debuut Curiel met rugnummer 50; derde duel op rij met een rode kaart Afwezig: Leliendal, Mbuyamba (geschorst); Benamar (geblesseerd) |                     |               |             | | |  |

Speelronde 4:
| 31 augustus 2024, 16:30 uur | FC Volendam                                        | 4 - 0 (3 - 0) | TOP Oss | Opstelling FC Volendam | Opstelling TOP Oss |  |
| Stadion: Kras Stadion, Volendam Toeschouwers: 5.243 Scheidsrechter: Kamphuis Assistenten: Bluemink Assistenten: Van de Ven 4de official: Wever                                                                                           | Mühren 10' (pen.) Plat 31' Oehlers 38' Oehlers 52' |               |         | Lauwers, Curiel 90' ( Blondeau), Amevor, Mbuyamba, Leliendal, Ould-Chikh 90' ( Nazih), De Haan 21', Plat, Oehlers 60' ( Van der Horst), Veerman 90' ( Demircioğlu), Mühren 80' ( Hoeve) RESERVEBANK: Ngom, Van Oevelen, Steur, Bijnoe, Blommestijn | Havekotte , Troupée, Mac-Intosch, Lambrix, Mulder 46' ( Kuijpers), Loukili, Van Rooijen, Allemeersch 46' ( Van der Werff), Korte 75' ( Miguel), Stensrud 62' ( Wildeboer), Zimmerman 46' ( Remans) RESERVEBANK: Van Herk, Krijestarac, Van Bost, Cox, Niekel, Esajas, Zitman |  |
| Stadion: Kras Stadion, Volendam Toeschouwers: 5.243 Scheidsrechter: Kamphuis Assistenten: Bluemink Assistenten: Van de Ven 4de official: Wever                                                                                           |                                                    |               |         | Lauwers, Curiel 90' ( Blondeau), Amevor, Mbuyamba, Leliendal, Ould-Chikh 90' ( Nazih), De Haan 21', Plat, Oehlers 60' ( Van der Horst), Veerman 90' ( Demircioğlu), Mühren 80' ( Hoeve) RESERVEBANK: Ngom, Van Oevelen, Steur, Bijnoe, Blommestijn | Havekotte , Troupée, Mac-Intosch, Lambrix, Mulder 46' ( Kuijpers), Loukili, Van Rooijen, Allemeersch 46' ( Van der Werff), Korte 75' ( Miguel), Stensrud 62' ( Wildeboer), Zimmerman 46' ( Remans) RESERVEBANK: Van Herk, Krijestarac, Van Bost, Cox, Niekel, Esajas, Zitman |  |
| Stadion: Kras Stadion, Volendam Toeschouwers: 5.243 Scheidsrechter: Kamphuis Assistenten: Bluemink Assistenten: Van de Ven 4de official: Wever                                                                                           |                                                    |               |         | Lauwers, Curiel 90' ( Blondeau), Amevor, Mbuyamba, Leliendal, Ould-Chikh 90' ( Nazih), De Haan 21', Plat, Oehlers 60' ( Van der Horst), Veerman 90' ( Demircioğlu), Mühren 80' ( Hoeve) RESERVEBANK: Ngom, Van Oevelen, Steur, Bijnoe, Blommestijn | Havekotte , Troupée, Mac-Intosch, Lambrix, Mulder 46' ( Kuijpers), Loukili, Van Rooijen, Allemeersch 46' ( Van der Werff), Korte 75' ( Miguel), Stensrud 62' ( Wildeboer), Zimmerman 46' ( Remans) RESERVEBANK: Van Herk, Krijestarac, Van Bost, Cox, Niekel, Esajas, Zitman |  |
| Speler van de wedstrijd: Plat Bijz.: Debuut Blondeau met rugnummer 70. Curiel verandert van rugnummer 50->23. De spelers droegen tijdens dit duel eenmalig een speciaal kermisshirt. Afwezig: Beukers (geschorst); Benamar (geblesseerd) |                                                    |               |         | | |  |

Speelronde 5:
| 13 september 2024, 20:00 uur | MVV Maastricht           | 2 - 2 (1 - 1) | FC Volendam             | Opstelling MVV Maastricht | Opstelling FC Volendam |  |
| Stadion: Stadion De Geusselt, Maastricht Toeschouwers: 5.244 Scheidsrechter: Hardeman Assistenten: Waleveld Assistenten: Weterings 4de official: Van Hoof                                   | El Basri 13' Mmaee 90+3' |               | 42' Veerman 62' Veerman | Matthys, Schenk, Coomans 83' ( Penders), Aktas, Zeegers, Kleinen 56' 74' ( Timas), Smeets , Buifrahi 74' ( Kassimi), el Basri 83' ( Mmaee), Slegers 65' ( Esajas) 88', Braken 45' RESERVEBANK: Lambrix, Op De Beeck, Foubert, Francis, Hofland, Labrici | Lauwers, Curiel, Amevor 45', Mbuyamba, Leliendal, Ould-Chikh, Plat, Jacobs, De Haan, Veerman 88' ( Nazih), Mühren 79' ( Hoeve) RESERVEBANK: Ngom, Van Oevelen, Steur, Demircioğlu, Bouziane, Blondeau, Beukers |  |
| Stadion: Stadion De Geusselt, Maastricht Toeschouwers: 5.244 Scheidsrechter: Hardeman Assistenten: Waleveld Assistenten: Weterings 4de official: Van Hoof                                   |                          |               |                         | Matthys, Schenk, Coomans 83' ( Penders), Aktas, Zeegers, Kleinen 56' 74' ( Timas), Smeets , Buifrahi 74' ( Kassimi), el Basri 83' ( Mmaee), Slegers 65' ( Esajas) 88', Braken 45' RESERVEBANK: Lambrix, Op De Beeck, Foubert, Francis, Hofland, Labrici | Lauwers, Curiel, Amevor 45', Mbuyamba, Leliendal, Ould-Chikh, Plat, Jacobs, De Haan, Veerman 88' ( Nazih), Mühren 79' ( Hoeve) RESERVEBANK: Ngom, Van Oevelen, Steur, Demircioğlu, Bouziane, Blondeau, Beukers |  |
| Stadion: Stadion De Geusselt, Maastricht Toeschouwers: 5.244 Scheidsrechter: Hardeman Assistenten: Waleveld Assistenten: Weterings 4de official: Van Hoof                                   |                          |               |                         | Matthys, Schenk, Coomans 83' ( Penders), Aktas, Zeegers, Kleinen 56' 74' ( Timas), Smeets , Buifrahi 74' ( Kassimi), el Basri 83' ( Mmaee), Slegers 65' ( Esajas) 88', Braken 45' RESERVEBANK: Lambrix, Op De Beeck, Foubert, Francis, Hofland, Labrici | Lauwers, Curiel, Amevor 45', Mbuyamba, Leliendal, Ould-Chikh, Plat, Jacobs, De Haan, Veerman 88' ( Nazih), Mühren 79' ( Hoeve) RESERVEBANK: Ngom, Van Oevelen, Steur, Demircioğlu, Bouziane, Blondeau, Beukers |  |
| Bijz.: Blondeau verandert van rugnummer 70->25. Debuutwedstrijd van Jamie Jacobs. Afwezig: Kuwas (niet speelgerechtigd), Blommestijn, Van der Horst, Mau-Asam, Oehlers, Payne (geblesseerd) |                          |               |                         | | |  |

Speelronde 6:
| 17 september 2024, 20:00 uur | FC Volendam               | 2 - 0 (2 - 0) | FC Dordrecht | Opstelling FC Volendam | Opstelling FC Dordrecht |  |
| Stadion: Kras Stadion, Volendam Toeschouwers: 5.047 Scheidsrechter: Martens Assistenten: Krijt Assistenten: De Koning 4de official: Henshuijs                          | Mühren 22' Ould-Chikh 40' |               |              | Lauwers, Curiel 19' 46' ( Beukers) 73', Amevor, Mbuyamba, Leliendal, Ould-Chikh 90+1' ( Blondeau), Plat, Jacobs, De Haan, Veerman 88' ( Hoeve), Mühren 75' ( Bouziane) RESERVEBANK: Ngom, Van Oevelen, Steur, Nazih Oehlers, Demircioğlu | Bossin , Codutti 61' ( Hilton), M'Bemba, Valk, Seydoux, Osundina 83' ( Amuzu), Shein 31' 62' ( van der Avert), Parlanti 46' ( Scholte), van der Sluijs, Slory 62' ( Zandbergen), Haen RESERVEBANK: Akmum, Baltussen, Darri, Olde Keizer, Razumejevs, Tabiri |  |
| Stadion: Kras Stadion, Volendam Toeschouwers: 5.047 Scheidsrechter: Martens Assistenten: Krijt Assistenten: De Koning 4de official: Henshuijs                          |                           |               |              | Lauwers, Curiel 19' 46' ( Beukers) 73', Amevor, Mbuyamba, Leliendal, Ould-Chikh 90+1' ( Blondeau), Plat, Jacobs, De Haan, Veerman 88' ( Hoeve), Mühren 75' ( Bouziane) RESERVEBANK: Ngom, Van Oevelen, Steur, Nazih Oehlers, Demircioğlu | Bossin , Codutti 61' ( Hilton), M'Bemba, Valk, Seydoux, Osundina 83' ( Amuzu), Shein 31' 62' ( van der Avert), Parlanti 46' ( Scholte), van der Sluijs, Slory 62' ( Zandbergen), Haen RESERVEBANK: Akmum, Baltussen, Darri, Olde Keizer, Razumejevs, Tabiri |  |
| Stadion: Kras Stadion, Volendam Toeschouwers: 5.047 Scheidsrechter: Martens Assistenten: Krijt Assistenten: De Koning 4de official: Henshuijs                          |                           |               |              | Lauwers, Curiel 19' 46' ( Beukers) 73', Amevor, Mbuyamba, Leliendal, Ould-Chikh 90+1' ( Blondeau), Plat, Jacobs, De Haan, Veerman 88' ( Hoeve), Mühren 75' ( Bouziane) RESERVEBANK: Ngom, Van Oevelen, Steur, Nazih Oehlers, Demircioğlu | Bossin , Codutti 61' ( Hilton), M'Bemba, Valk, Seydoux, Osundina 83' ( Amuzu), Shein 31' 62' ( van der Avert), Parlanti 46' ( Scholte), van der Sluijs, Slory 62' ( Zandbergen), Haen RESERVEBANK: Akmum, Baltussen, Darri, Olde Keizer, Razumejevs, Tabiri |  |
| Speler van de wedstrijd: Ould-Chikh Bijz.: Bouziane maakt zijn debuut Afwezig: Kuwas (niet speelgerechtigd); Blommestijn, Van der Horst, Mau-Asam, Payne (geblesseerd) |                           |               |              | | |  |

Speelronde 7:
| 20 september 2024, 20:00 uur | Helmond Sport           | 2 - 3 (1 - 1) | FC Volendam                                  | Opstelling Helmond Sport | Opstelling FC Volendam |  |
| Stadion: GS Staalwerken Stadion, Helmond Toeschouwers: 3.500 Scheidsrechter: Bos Assistenten: Polman Assistenten: Van Rijn 4de official: Ter Velde | Mallahi 7' Golliard 73' |               | 21' Mühren 51' Veerman 90+2' (e.d.) Van Hove | Van der Steen , Pachonik, Halhal 58', Scholz, Van Hove, Mallahi 66' ( Van der Hurk), Dizdarević 87', Golliard 29', Ostrc 46' ( Absalem), Daneels 66' ( Essakkati), Sits RESERVEBANK: Aben, Hendriks, Ogenia, Ingason, Van Himbeeck | Lauwers, Curiel, Mbuyamba, Amevor, Leliendal, Ould-Chikh, Plat, Jacobs 65', De Haan 83' ( Oehlers), Veerman 72' ( Kuwas), Mühren RESERVEBANK: Ngom, Van Oevelen, Beukers, Blondeau, Steur, Bouziane, Nazih, Demircioglu, Hoeve |  |
| Stadion: GS Staalwerken Stadion, Helmond Toeschouwers: 3.500 Scheidsrechter: Bos Assistenten: Polman Assistenten: Van Rijn 4de official: Ter Velde |                         |               |                                              | Van der Steen , Pachonik, Halhal 58', Scholz, Van Hove, Mallahi 66' ( Van der Hurk), Dizdarević 87', Golliard 29', Ostrc 46' ( Absalem), Daneels 66' ( Essakkati), Sits RESERVEBANK: Aben, Hendriks, Ogenia, Ingason, Van Himbeeck | Lauwers, Curiel, Mbuyamba, Amevor, Leliendal, Ould-Chikh, Plat, Jacobs 65', De Haan 83' ( Oehlers), Veerman 72' ( Kuwas), Mühren RESERVEBANK: Ngom, Van Oevelen, Beukers, Blondeau, Steur, Bouziane, Nazih, Demircioglu, Hoeve |  |
| Stadion: GS Staalwerken Stadion, Helmond Toeschouwers: 3.500 Scheidsrechter: Bos Assistenten: Polman Assistenten: Van Rijn 4de official: Ter Velde |                         |               |                                              | Van der Steen , Pachonik, Halhal 58', Scholz, Van Hove, Mallahi 66' ( Van der Hurk), Dizdarević 87', Golliard 29', Ostrc 46' ( Absalem), Daneels 66' ( Essakkati), Sits RESERVEBANK: Aben, Hendriks, Ogenia, Ingason, Van Himbeeck | Lauwers, Curiel, Mbuyamba, Amevor, Leliendal, Ould-Chikh, Plat, Jacobs 65', De Haan 83' ( Oehlers), Veerman 72' ( Kuwas), Mühren RESERVEBANK: Ngom, Van Oevelen, Beukers, Blondeau, Steur, Bouziane, Nazih, Demircioglu, Hoeve |  |
| Bijz.: Eerste wedstrijd Kuwas voor FC Volendam sinds 2015.                                                                                         |                         |               |                                              | | |  |

Speelronde 8:
| 27 september 2024, 20:00 uur | FC Volendam             | 2 - 4 (0 - 2) | VVV-Venlo                                       | Opstelling FC Volendam | Opstelling VVV-Venlo |  |
| Stadion: Kras Stadion, Volendam Toeschouwers: 5.629 Scheidsrechter: Kooij Assistenten: Inia Assistenten: De Groot 4de official: Ordelmans | Veerman 78' Beukers 89' |               | 33' Berden 39' Ketting 59' Berden 90+7' Pöpperl | Lauwers, Curiel, Mbuyamba, Amevor, Leliendal 78' ( Beukers), Ould-Chikh 79', Jacobs 78' ( Bouziane), Plat 61' ( Oehlers), De Haan 46' ( Kuwas), Veerman , Mühren RESERVEBANK: Ngom, Van Oevelen, Steur, Blondeau, Nazih, Hoeve, Demircioglu | De Boer, Van Zutphen 52' ( Roemer), Ketting , R. Janssen, S. Janssen, Berden 81' ( Gyamfi), Braem, De Waal 81' ( Pöpperl) 87', Sierra, Matoug 70' ( Wehmeyer) 90+4', Doumtsios 70' ( Doesburg) RESERVEBANK: Van Crooij, Taylan, Blancquart, Odriss, Javad |  |
| Stadion: Kras Stadion, Volendam Toeschouwers: 5.629 Scheidsrechter: Kooij Assistenten: Inia Assistenten: De Groot 4de official: Ordelmans |                         |               |                                                 | Lauwers, Curiel, Mbuyamba, Amevor, Leliendal 78' ( Beukers), Ould-Chikh 79', Jacobs 78' ( Bouziane), Plat 61' ( Oehlers), De Haan 46' ( Kuwas), Veerman , Mühren RESERVEBANK: Ngom, Van Oevelen, Steur, Blondeau, Nazih, Hoeve, Demircioglu | De Boer, Van Zutphen 52' ( Roemer), Ketting , R. Janssen, S. Janssen, Berden 81' ( Gyamfi), Braem, De Waal 81' ( Pöpperl) 87', Sierra, Matoug 70' ( Wehmeyer) 90+4', Doumtsios 70' ( Doesburg) RESERVEBANK: Van Crooij, Taylan, Blancquart, Odriss, Javad |  |
| Stadion: Kras Stadion, Volendam Toeschouwers: 5.629 Scheidsrechter: Kooij Assistenten: Inia Assistenten: De Groot 4de official: Ordelmans |                         |               |                                                 | Lauwers, Curiel, Mbuyamba, Amevor, Leliendal 78' ( Beukers), Ould-Chikh 79', Jacobs 78' ( Bouziane), Plat 61' ( Oehlers), De Haan 46' ( Kuwas), Veerman , Mühren RESERVEBANK: Ngom, Van Oevelen, Steur, Blondeau, Nazih, Hoeve, Demircioglu | De Boer, Van Zutphen 52' ( Roemer), Ketting , R. Janssen, S. Janssen, Berden 81' ( Gyamfi), Braem, De Waal 81' ( Pöpperl) 87', Sierra, Matoug 70' ( Wehmeyer) 90+4', Doumtsios 70' ( Doesburg) RESERVEBANK: Van Crooij, Taylan, Blancquart, Odriss, Javad |  |
| Speler van de wedstrijd: Mbuyamba |                         |               |                                                 | | |  |

Speelronde 9:
| 4 oktober 2024, 20:00 | Vitesse       | 1 - 2 (0 - 2) | FC Volendam               | Opstelling Vitesse | Opstelling FC Volendam |  |
| Stadion: GelreDome, Arnhem Toeschouwers: 15.716 Scheidsrechter: Hensgens Assistenten: Osseweijer Assistenten: De Koning 4de official: Verhoeve | Jonathans 60' |               | 40' Mbuyamba 45+1' Mühren | Bramel, Kreekels 46' ( G. Büttner), Van Zwam 46' ( Steffen), Cornelisse , Egbring, Jonathans 90+1', Yegoian 46' ( Visser), Tsingaras, Postma 46', Hoogewerf 46' ( Gudelj), Macheras 83' ( De Regt) RESERVEBANK: Milder, Van Sas, Bakker, Van Duivenbooden, Koller, Van der Plaat, Huisman | Van Oevelen, Curiel, Mbuyamba, Amevor, Leliendal, Ould-Chikh 85' ( Beukers 86'), Plat 45', Jacobs, Kuwas 68' ( Bouziane), Veerman 77' ( Manu), Mühren 68' ( De Haan) RESERVEBANK: Ngom, Lauwers, Oehlers, Payne, Steur, Blondeau, Hoeve, Demircioğlu |  |
| Stadion: GelreDome, Arnhem Toeschouwers: 15.716 Scheidsrechter: Hensgens Assistenten: Osseweijer Assistenten: De Koning 4de official: Verhoeve |               |               |                           | Bramel, Kreekels 46' ( G. Büttner), Van Zwam 46' ( Steffen), Cornelisse , Egbring, Jonathans 90+1', Yegoian 46' ( Visser), Tsingaras, Postma 46', Hoogewerf 46' ( Gudelj), Macheras 83' ( De Regt) RESERVEBANK: Milder, Van Sas, Bakker, Van Duivenbooden, Koller, Van der Plaat, Huisman | Van Oevelen, Curiel, Mbuyamba, Amevor, Leliendal, Ould-Chikh 85' ( Beukers 86'), Plat 45', Jacobs, Kuwas 68' ( Bouziane), Veerman 77' ( Manu), Mühren 68' ( De Haan) RESERVEBANK: Ngom, Lauwers, Oehlers, Payne, Steur, Blondeau, Hoeve, Demircioğlu |  |
| Stadion: GelreDome, Arnhem Toeschouwers: 15.716 Scheidsrechter: Hensgens Assistenten: Osseweijer Assistenten: De Koning 4de official: Verhoeve |               |               |                           | Bramel, Kreekels 46' ( G. Büttner), Van Zwam 46' ( Steffen), Cornelisse , Egbring, Jonathans 90+1', Yegoian 46' ( Visser), Tsingaras, Postma 46', Hoogewerf 46' ( Gudelj), Macheras 83' ( De Regt) RESERVEBANK: Milder, Van Sas, Bakker, Van Duivenbooden, Koller, Van der Plaat, Huisman | Van Oevelen, Curiel, Mbuyamba, Amevor, Leliendal, Ould-Chikh 85' ( Beukers 86'), Plat 45', Jacobs, Kuwas 68' ( Bouziane), Veerman 77' ( Manu), Mühren 68' ( De Haan) RESERVEBANK: Ngom, Lauwers, Oehlers, Payne, Steur, Blondeau, Hoeve, Demircioğlu |  |
| Bijz.: Debuut Manu, rentree Payne in wedstrijdselectie na blessure                                                                             |               |               |                           | | |  |

Speelronde 10:
| 18 oktober 2024, 20:00 uur | SC Cambuur          | 1 - 2 (0 - 1) | FC Volendam            | Opstelling SC Cambuur | Opstelling FC Volendam |  |
| Stadion: Kooi Stadion, Leeuwarden Toeschouwers: 13.472 Scheidsrechter: Teuben Assistenten: Fikkert Assistenten: Koopman 4de official: Henshuijs | De Leeuw 53' (pen.) |               | 24' Mühren 90+2' Kuwas | Jansen, Poll 64' ( Marsman), Nieling 70', Van Mullem, Mercera 75' ( Ottesen), Pauwels, Diemers , Rölke 45' ( Alhaft), Nartey 75' ( Souren), De Leeuw 35' 64' ( De Jong), Balk 89' RESERVEBANK: Priem, Afolabi, Potma, Kooistra, Minnema, Reiziger | Van Oevelen 52', Curiel 56' ( Payne), Mbuyamba, Amevor 41', Leliendal, Ould-Chikh 52', Plat, Jacobs, Oehlers 56' ( Mau-Asam), Veerman 72' ( Kuwas), Mühren 88' ( Manu) RESERVEBANK: Ngom, Lauwers, Bukala, Steur, Blondeau, Hoeve, Bouziane |  |
| Stadion: Kooi Stadion, Leeuwarden Toeschouwers: 13.472 Scheidsrechter: Teuben Assistenten: Fikkert Assistenten: Koopman 4de official: Henshuijs |                     |               |                        | Jansen, Poll 64' ( Marsman), Nieling 70', Van Mullem, Mercera 75' ( Ottesen), Pauwels, Diemers , Rölke 45' ( Alhaft), Nartey 75' ( Souren), De Leeuw 35' 64' ( De Jong), Balk 89' RESERVEBANK: Priem, Afolabi, Potma, Kooistra, Minnema, Reiziger | Van Oevelen 52', Curiel 56' ( Payne), Mbuyamba, Amevor 41', Leliendal, Ould-Chikh 52', Plat, Jacobs, Oehlers 56' ( Mau-Asam), Veerman 72' ( Kuwas), Mühren 88' ( Manu) RESERVEBANK: Ngom, Lauwers, Bukala, Steur, Blondeau, Hoeve, Bouziane |  |
| Stadion: Kooi Stadion, Leeuwarden Toeschouwers: 13.472 Scheidsrechter: Teuben Assistenten: Fikkert Assistenten: Koopman 4de official: Henshuijs |                     |               |                        | Jansen, Poll 64' ( Marsman), Nieling 70', Van Mullem, Mercera 75' ( Ottesen), Pauwels, Diemers , Rölke 45' ( Alhaft), Nartey 75' ( Souren), De Leeuw 35' 64' ( De Jong), Balk 89' RESERVEBANK: Priem, Afolabi, Potma, Kooistra, Minnema, Reiziger | Van Oevelen 52', Curiel 56' ( Payne), Mbuyamba, Amevor 41', Leliendal, Ould-Chikh 52', Plat, Jacobs, Oehlers 56' ( Mau-Asam), Veerman 72' ( Kuwas), Mühren 88' ( Manu) RESERVEBANK: Ngom, Lauwers, Bukala, Steur, Blondeau, Hoeve, Bouziane |  |
| Afwezig: De Haan, Beukers (geblesseerd) |                     |               |                        | | |  |

Speelronde 11:
| 22 oktober 2024, 20:00 uur | FC Volendam                    | 3 - 2 (1 - 2) | FC Den Bosch              | Opstelling FC Volendam | Opstelling FC Den Bosch |  |
| Stadion: Kras Stadion, Volendam Toeschouwers: 5.526 Scheidsrechter: Nijhuis Assistenten: Ribbink Assistenten: Pelgröm 4de official: Wolff | Kuwas 7' Mbuyamba 59' Manu 84' |               | 5' Burgering 35' De Groot | Van Oevelen, Payne, Mbuyamba, Amevor, Leliendal, Ould-Chikh, Plat, Jacobs 76' ( Oehlers), Kuwas, Veerman 89' ( Bukala), Mühren 81' ( Manu) RESERVEBANK: Ngom, Lauwers, Bouziane, Steur, Blondeau, Mau-Asam, Hoeve | Bakker, Mulders 88' ( Boumassaoudi), Van den Bogert , Hendrikx, De Groot, Van Leeuwen 73' ( Verbeek), Bakala 88' ( Van Hedel), Laros, Burgering, Kotzebue 73' ( Barglan), Gravenberch 64' ( Acheffay) RESERVEBANK: Elum, Keijser, Maas, Illidge, Jonathans, Bijlsma |  |
| Stadion: Kras Stadion, Volendam Toeschouwers: 5.526 Scheidsrechter: Nijhuis Assistenten: Ribbink Assistenten: Pelgröm 4de official: Wolff |                                |               |                           | Van Oevelen, Payne, Mbuyamba, Amevor, Leliendal, Ould-Chikh, Plat, Jacobs 76' ( Oehlers), Kuwas, Veerman 89' ( Bukala), Mühren 81' ( Manu) RESERVEBANK: Ngom, Lauwers, Bouziane, Steur, Blondeau, Mau-Asam, Hoeve | Bakker, Mulders 88' ( Boumassaoudi), Van den Bogert , Hendrikx, De Groot, Van Leeuwen 73' ( Verbeek), Bakala 88' ( Van Hedel), Laros, Burgering, Kotzebue 73' ( Barglan), Gravenberch 64' ( Acheffay) RESERVEBANK: Elum, Keijser, Maas, Illidge, Jonathans, Bijlsma |  |
| Stadion: Kras Stadion, Volendam Toeschouwers: 5.526 Scheidsrechter: Nijhuis Assistenten: Ribbink Assistenten: Pelgröm 4de official: Wolff |                                |               |                           | Van Oevelen, Payne, Mbuyamba, Amevor, Leliendal, Ould-Chikh, Plat, Jacobs 76' ( Oehlers), Kuwas, Veerman 89' ( Bukala), Mühren 81' ( Manu) RESERVEBANK: Ngom, Lauwers, Bouziane, Steur, Blondeau, Mau-Asam, Hoeve | Bakker, Mulders 88' ( Boumassaoudi), Van den Bogert , Hendrikx, De Groot, Van Leeuwen 73' ( Verbeek), Bakala 88' ( Van Hedel), Laros, Burgering, Kotzebue 73' ( Barglan), Gravenberch 64' ( Acheffay) RESERVEBANK: Elum, Keijser, Maas, Illidge, Jonathans, Bijlsma |  |
| Speler van de wedstrijd: Kuwas Bijz.: Debuut Bukala Afwezig: De Haan, Beukers (geblesseerd)                                               |                                |               |                           | | |  |

Speelronde 12:
| 25 oktober 2024, 20:00 uur | FC Volendam                                | 4 - 1 (3 - 1) | FC Eindhoven  | Opstelling FC Volendam | Opstelling FC Eindhoven |  |
| Stadion: Kras Stadion, Volendam Toeschouwers: 6.100 Scheidsrechter: Pérez Assistenten: Krijt Assistenten: Sahiner 4de official: Wever | Mbuyamba 3' Plat 12' Veerman 27' Payne 53' |               | 14' S. Simons | Van Oevelen, Payne 83' ( Blondeau), Mbuyamba, Amevor, Leliendal, Ould-Chikh, Plat, Jacobs, Kuwas 83' ( Oehlers), Veerman 77' ( Manu), Mühren 65' ( Bukala) RESERVEBANK: Ngom, Lauwers, Steur, Bouziane, Mau-Asam, Hoeve | Brondeel, Verheij, Limouri 84', Seedorf , Douglas, Blummel 65' ( El Bouchataoui), Dorenbosch, Van Schuppen 87' ( Deenen), Huisman, S. Simons 58' ( Sleegers), Rottier 58' ( Kwaaitaal) RESERVEBANK: Fancito, Borgmans, Van Aarle, Vandendaele, T. Simons |  |
| Stadion: Kras Stadion, Volendam Toeschouwers: 6.100 Scheidsrechter: Pérez Assistenten: Krijt Assistenten: Sahiner 4de official: Wever |                                            |               |               | Van Oevelen, Payne 83' ( Blondeau), Mbuyamba, Amevor, Leliendal, Ould-Chikh, Plat, Jacobs, Kuwas 83' ( Oehlers), Veerman 77' ( Manu), Mühren 65' ( Bukala) RESERVEBANK: Ngom, Lauwers, Steur, Bouziane, Mau-Asam, Hoeve | Brondeel, Verheij, Limouri 84', Seedorf , Douglas, Blummel 65' ( El Bouchataoui), Dorenbosch, Van Schuppen 87' ( Deenen), Huisman, S. Simons 58' ( Sleegers), Rottier 58' ( Kwaaitaal) RESERVEBANK: Fancito, Borgmans, Van Aarle, Vandendaele, T. Simons |  |
| Stadion: Kras Stadion, Volendam Toeschouwers: 6.100 Scheidsrechter: Pérez Assistenten: Krijt Assistenten: Sahiner 4de official: Wever |                                            |               |               | Van Oevelen, Payne 83' ( Blondeau), Mbuyamba, Amevor, Leliendal, Ould-Chikh, Plat, Jacobs, Kuwas 83' ( Oehlers), Veerman 77' ( Manu), Mühren 65' ( Bukala) RESERVEBANK: Ngom, Lauwers, Steur, Bouziane, Mau-Asam, Hoeve | Brondeel, Verheij, Limouri 84', Seedorf , Douglas, Blummel 65' ( El Bouchataoui), Dorenbosch, Van Schuppen 87' ( Deenen), Huisman, S. Simons 58' ( Sleegers), Rottier 58' ( Kwaaitaal) RESERVEBANK: Fancito, Borgmans, Van Aarle, Vandendaele, T. Simons |  |
| Speler van de wedstrijd: Plat Bijz.: Eerste doelpunt Payne in het betaalde voetbal. Afwezig: De Haan, Beukers (geblesseerd)           |                                            |               |               | | |  |

Speelronde 13:
| 3 november 2024, 14:30 uur | Telstar                   | 2 - 2 (1 - 1) | FC Volendam          | Opstelling Telstar | Opstelling FC Volendam |  |
| Stadion: 711 Stadion, Velsen-Zuid Toeschouwers: 3.566 Scheidsrechter: Van de Graaf Assistenten: Van de Ven Assistenten: Westhof 4de official: Smit | El Kachati 38' Bakker 54' |               | 32' Veerman 64' Plat | Koeman jr., Apau , Dirks, Bakker 69', Noslin 85' ( Owusu), Offerhaus 73', Rossen, Hardeveld 30' 74' ( Turfkruier), Kaandorp 74' ( Hamdaoui), Eddahchouri 90+2' ( Hagedoorn), El Kachati 85' ( Van Ekeris) RESERVEBANK: Houweling, Bodak, Lechkar, Den Haan, Overtoom, Hetli | Van Oevelen, Payne, Mbuyamba, Amevor, Leliendal, Ould-Chikh 90', Jacobs 89' ( Manu), Plat, Kuwas 90+2', Mühren 81' ( Bukala), Veerman 90' RESERVEBANK: Ngom, Lauwers, Steur, Curiel, Blondeau, Bouziane, Mau-Asam, Oehlers, Hoeve |  |
| Stadion: 711 Stadion, Velsen-Zuid Toeschouwers: 3.566 Scheidsrechter: Van de Graaf Assistenten: Van de Ven Assistenten: Westhof 4de official: Smit |                           |               |                      | Koeman jr., Apau , Dirks, Bakker 69', Noslin 85' ( Owusu), Offerhaus 73', Rossen, Hardeveld 30' 74' ( Turfkruier), Kaandorp 74' ( Hamdaoui), Eddahchouri 90+2' ( Hagedoorn), El Kachati 85' ( Van Ekeris) RESERVEBANK: Houweling, Bodak, Lechkar, Den Haan, Overtoom, Hetli | Van Oevelen, Payne, Mbuyamba, Amevor, Leliendal, Ould-Chikh 90', Jacobs 89' ( Manu), Plat, Kuwas 90+2', Mühren 81' ( Bukala), Veerman 90' RESERVEBANK: Ngom, Lauwers, Steur, Curiel, Blondeau, Bouziane, Mau-Asam, Oehlers, Hoeve |  |
| Stadion: 711 Stadion, Velsen-Zuid Toeschouwers: 3.566 Scheidsrechter: Van de Graaf Assistenten: Van de Ven Assistenten: Westhof 4de official: Smit |                           |               |                      | Koeman jr., Apau , Dirks, Bakker 69', Noslin 85' ( Owusu), Offerhaus 73', Rossen, Hardeveld 30' 74' ( Turfkruier), Kaandorp 74' ( Hamdaoui), Eddahchouri 90+2' ( Hagedoorn), El Kachati 85' ( Van Ekeris) RESERVEBANK: Houweling, Bodak, Lechkar, Den Haan, Overtoom, Hetli | Van Oevelen, Payne, Mbuyamba, Amevor, Leliendal, Ould-Chikh 90', Jacobs 89' ( Manu), Plat, Kuwas 90+2', Mühren 81' ( Bukala), Veerman 90' RESERVEBANK: Ngom, Lauwers, Steur, Curiel, Blondeau, Bouziane, Mau-Asam, Oehlers, Hoeve |  |
| Afwezig: De Haan, Beukers (geblesseerd) |                           |               |                      | | |  |

Speelronde 14:
| 8 november 2024, 20:00 uur | FC Volendam                | 2 - 0 (0 - 0) | Jong FC Utrecht | Opstelling FC Volendam | Opstelling Jong FC Utrecht |  |
| Stadion: Kras Stadion, Volendam Toeschouwers: 5.508 Scheidsrechter: Puts Assistenten: Van Westen Assistenten: Ter Hoeve 4de official: Dogterom | Ould-Chikh 72' Veerman 86' |               |                 | Van Oevelen, Payne 64' ( Oehlers), Mbuyamba, Amevor, Leliendal 79', Ould-Chikh, Jacobs 86' ( Bukala), Plat, Kuwas, Mühren 45' 74' ( Manu), Veerman RESERVEBANK: Ngom, Lauwers, Steur, Curiel, Blondeau, Bouziane, Mau-Asam, Hoeve, Demircioğlu | Dithmer, Van Hees 55', Viereck, Mukeh 45', Held 69', 82', Akkerman 73' ( Dundas), Van Der Wegen 74' ( Boumenjal), Andersen 90+1' ( Driezen), Blake 45' ( Edhart), El Arguioui 30', Charalampoglou 45' ( Jenner) RESERVEBANK: Eppink, Dris, Ghaddari, Den Boggende, Van Rie, Schlichting, Kloosterboer |  |
| Stadion: Kras Stadion, Volendam Toeschouwers: 5.508 Scheidsrechter: Puts Assistenten: Van Westen Assistenten: Ter Hoeve 4de official: Dogterom |                            |               |                 | Van Oevelen, Payne 64' ( Oehlers), Mbuyamba, Amevor, Leliendal 79', Ould-Chikh, Jacobs 86' ( Bukala), Plat, Kuwas, Mühren 45' 74' ( Manu), Veerman RESERVEBANK: Ngom, Lauwers, Steur, Curiel, Blondeau, Bouziane, Mau-Asam, Hoeve, Demircioğlu | Dithmer, Van Hees 55', Viereck, Mukeh 45', Held 69', 82', Akkerman 73' ( Dundas), Van Der Wegen 74' ( Boumenjal), Andersen 90+1' ( Driezen), Blake 45' ( Edhart), El Arguioui 30', Charalampoglou 45' ( Jenner) RESERVEBANK: Eppink, Dris, Ghaddari, Den Boggende, Van Rie, Schlichting, Kloosterboer |  |
| Stadion: Kras Stadion, Volendam Toeschouwers: 5.508 Scheidsrechter: Puts Assistenten: Van Westen Assistenten: Ter Hoeve 4de official: Dogterom |                            |               |                 | Van Oevelen, Payne 64' ( Oehlers), Mbuyamba, Amevor, Leliendal 79', Ould-Chikh, Jacobs 86' ( Bukala), Plat, Kuwas, Mühren 45' 74' ( Manu), Veerman RESERVEBANK: Ngom, Lauwers, Steur, Curiel, Blondeau, Bouziane, Mau-Asam, Hoeve, Demircioğlu | Dithmer, Van Hees 55', Viereck, Mukeh 45', Held 69', 82', Akkerman 73' ( Dundas), Van Der Wegen 74' ( Boumenjal), Andersen 90+1' ( Driezen), Blake 45' ( Edhart), El Arguioui 30', Charalampoglou 45' ( Jenner) RESERVEBANK: Eppink, Dris, Ghaddari, Den Boggende, Van Rie, Schlichting, Kloosterboer |  |
| Speler van de wedstrijd: Ould-Chikh Afwezig: De Haan, Beukers (geblesseerd)                                                                    |                            |               |                 | | |  |

Speelronde 15:
| 22 november 2024, 20:00 uur | Jong PSV | 1 - 4 (0 - 4) | FC Volendam                                | Opstelling Jong PSV | Opstelling FC Volendam |  |
| Stadion: De Herdgang, Eindhoven Toeschouwers: 1.000 Scheidsrechter: Vos Assistenten: Wolfkamp Assistenten: Vervoorn 4de official: Molenaar | Abed 58' |               | 4' Mühren 20' Mühren 27' Mühren 42' Jacobs | Schiks, Bresser 60' ( Dağaşan), Van de Blaak , Monamay 45' ( Kuhn), Van den Heuvel, Gilbert, Geerts 45' ( Bawuah) 73', Babadi, Bars, Abed, Simons 45' ( Houben) RESERVEBANK: R. Steur, Thomas, Smolenaars | Van Oevelen, Payne, Mbuyamba 37' 86' ( Blondeau), Amevor, Leliendal, Ould-Chikh 70' ( Demircioğlu), Jacobs, Plat, Kuwas 60' ( Bukala), Mühren 86' ( Hoeve), Veerman 60' ( Oehlers) RESERVEBANK: Ngom, Lauwers, D. Steur, Curiel, Bouziane, Mau-Asam |  |
| Stadion: De Herdgang, Eindhoven Toeschouwers: 1.000 Scheidsrechter: Vos Assistenten: Wolfkamp Assistenten: Vervoorn 4de official: Molenaar |          |               |                                            | Schiks, Bresser 60' ( Dağaşan), Van de Blaak , Monamay 45' ( Kuhn), Van den Heuvel, Gilbert, Geerts 45' ( Bawuah) 73', Babadi, Bars, Abed, Simons 45' ( Houben) RESERVEBANK: R. Steur, Thomas, Smolenaars | Van Oevelen, Payne, Mbuyamba 37' 86' ( Blondeau), Amevor, Leliendal, Ould-Chikh 70' ( Demircioğlu), Jacobs, Plat, Kuwas 60' ( Bukala), Mühren 86' ( Hoeve), Veerman 60' ( Oehlers) RESERVEBANK: Ngom, Lauwers, D. Steur, Curiel, Bouziane, Mau-Asam |  |
| Stadion: De Herdgang, Eindhoven Toeschouwers: 1.000 Scheidsrechter: Vos Assistenten: Wolfkamp Assistenten: Vervoorn 4de official: Molenaar |          |               |                                            | Schiks, Bresser 60' ( Dağaşan), Van de Blaak , Monamay 45' ( Kuhn), Van den Heuvel, Gilbert, Geerts 45' ( Bawuah) 73', Babadi, Bars, Abed, Simons 45' ( Houben) RESERVEBANK: R. Steur, Thomas, Smolenaars | Van Oevelen, Payne, Mbuyamba 37' 86' ( Blondeau), Amevor, Leliendal, Ould-Chikh 70' ( Demircioğlu), Jacobs, Plat, Kuwas 60' ( Bukala), Mühren 86' ( Hoeve), Veerman 60' ( Oehlers) RESERVEBANK: Ngom, Lauwers, D. Steur, Curiel, Bouziane, Mau-Asam |  |
| Afwezig: De Haan, Beukers (geblesseerd), Manu (familie-omstandigheden)                                                                     |          |               |                                            | | |  |

Speelronde 16:
| 25 november 2024, 20:00 uur | FC Volendam                                   | 3 - 0 (2 – 0) | Jong Ajax | Opstelling FC Volendam | Opstelling Jong Ajax |  |
| Stadion: Kras Stadion, Volendam Toeschouwers: 5.784 Scheidsrechter: Gerrets Assistenten: Rasch Assistenten: Maas 4de official: Verhoeve | Ould-Chikh 17' Mühren 42' Mühren 90+8' (pen.) |               |           | Van Oevelen, Payne 52', Mbuyamba, Amevor, Leliendal, Ould-Chikh 90+4' ( De Haan), Jacobs 86' ( Bukala) 86', Plat, Kuwas 45', Mühren, Veerman 86' ( Oehlers) RESERVEBANK: Ngom, Lauwers, D. Steur, Curiel, Bouziane, Mau-Asam, Hoeve, Demircioğlu, Blondeau | Setford, Alders, Ugwu, Janse, Jetten 62' ( Jermoumi), Wolff 66' ( Kalokoh), Chourak 83' ( Verkuijl), Mokio, Banel 45' ( Faberski), Steur, Rijkhoff 62' ( Konadu) RESERVEBANK: Reverson, Speksnijder, Brandes, Verschuren |  |
| Stadion: Kras Stadion, Volendam Toeschouwers: 5.784 Scheidsrechter: Gerrets Assistenten: Rasch Assistenten: Maas 4de official: Verhoeve |                                               |               |           | Van Oevelen, Payne 52', Mbuyamba, Amevor, Leliendal, Ould-Chikh 90+4' ( De Haan), Jacobs 86' ( Bukala) 86', Plat, Kuwas 45', Mühren, Veerman 86' ( Oehlers) RESERVEBANK: Ngom, Lauwers, D. Steur, Curiel, Bouziane, Mau-Asam, Hoeve, Demircioğlu, Blondeau | Setford, Alders, Ugwu, Janse, Jetten 62' ( Jermoumi), Wolff 66' ( Kalokoh), Chourak 83' ( Verkuijl), Mokio, Banel 45' ( Faberski), Steur, Rijkhoff 62' ( Konadu) RESERVEBANK: Reverson, Speksnijder, Brandes, Verschuren |  |
| Stadion: Kras Stadion, Volendam Toeschouwers: 5.784 Scheidsrechter: Gerrets Assistenten: Rasch Assistenten: Maas 4de official: Verhoeve |                                               |               |           | Van Oevelen, Payne 52', Mbuyamba, Amevor, Leliendal, Ould-Chikh 90+4' ( De Haan), Jacobs 86' ( Bukala) 86', Plat, Kuwas 45', Mühren, Veerman 86' ( Oehlers) RESERVEBANK: Ngom, Lauwers, D. Steur, Curiel, Bouziane, Mau-Asam, Hoeve, Demircioğlu, Blondeau | Setford, Alders, Ugwu, Janse, Jetten 62' ( Jermoumi), Wolff 66' ( Kalokoh), Chourak 83' ( Verkuijl), Mokio, Banel 45' ( Faberski), Steur, Rijkhoff 62' ( Konadu) RESERVEBANK: Reverson, Speksnijder, Brandes, Verschuren |  |
| Speler van de wedstrijd: Leliendal Afwezig: Beukers (geblesseerd), Manu (familie-omstandigheden)                                        |                                               |               |           | | |  |

Speelronde 17:
| 29 november 2024, 20:00 uur | Roda JC     | 1 - 1 (1 - 0) | FC Volendam | Opstelling Roda JC | Opstelling FC Volendam |  |
| Stadion: Parkstad Limburg Stadion, Kerkrade Toeschouwers: 8.041 Scheidsrechter: Vereijken Assistenten: Schaap Assistenten: Polman 4de official: Van Pelt | Kruiver 39' |               | 85' Veerman | Marsman, Kruiver, Roseler, Oude Kotte, Muller, Sejdiu 79' ( Markelo) 90+2', Džepar 57' ( Koglin), Beerten 83', Seedorf 67' ( Lejten), Schwirten 66' ( Peña Zauner) 78', Baeten RESERVEBANK: Bangura, Timmermans, Steins, El Meliani, Van Hemelryck, Köther | Van Oevelen 39', Payne, Mbuyamba, Amevor, Leliendal, Ould-Chikh, Plat 41', Jacobs 63' ( Oehlers), Kuwas, Mühren, Veerman RESERVEBANK: Ngom, Lauwers, D. Steur, Curiel, Bouziane, Mau-Asam, Bukala, Blondeau, Demircioğlu, De Haan, Hoeve |  |
| Stadion: Parkstad Limburg Stadion, Kerkrade Toeschouwers: 8.041 Scheidsrechter: Vereijken Assistenten: Schaap Assistenten: Polman 4de official: Van Pelt |             |               |             | Marsman, Kruiver, Roseler, Oude Kotte, Muller, Sejdiu 79' ( Markelo) 90+2', Džepar 57' ( Koglin), Beerten 83', Seedorf 67' ( Lejten), Schwirten 66' ( Peña Zauner) 78', Baeten RESERVEBANK: Bangura, Timmermans, Steins, El Meliani, Van Hemelryck, Köther | Van Oevelen 39', Payne, Mbuyamba, Amevor, Leliendal, Ould-Chikh, Plat 41', Jacobs 63' ( Oehlers), Kuwas, Mühren, Veerman RESERVEBANK: Ngom, Lauwers, D. Steur, Curiel, Bouziane, Mau-Asam, Bukala, Blondeau, Demircioğlu, De Haan, Hoeve |  |
| Stadion: Parkstad Limburg Stadion, Kerkrade Toeschouwers: 8.041 Scheidsrechter: Vereijken Assistenten: Schaap Assistenten: Polman 4de official: Van Pelt |             |               |             | Marsman, Kruiver, Roseler, Oude Kotte, Muller, Sejdiu 79' ( Markelo) 90+2', Džepar 57' ( Koglin), Beerten 83', Seedorf 67' ( Lejten), Schwirten 66' ( Peña Zauner) 78', Baeten RESERVEBANK: Bangura, Timmermans, Steins, El Meliani, Van Hemelryck, Köther | Van Oevelen 39', Payne, Mbuyamba, Amevor, Leliendal, Ould-Chikh, Plat 41', Jacobs 63' ( Oehlers), Kuwas, Mühren, Veerman RESERVEBANK: Ngom, Lauwers, D. Steur, Curiel, Bouziane, Mau-Asam, Bukala, Blondeau, Demircioğlu, De Haan, Hoeve |  |
| Afwezig: Beukers (geblesseerd), Manu (familie-omstandigheden)                                                                                            |             |               |             | | |  |

Speelronde 18:
| 6 december 2024, 20:00 uur | FC Volendam             | 2 - 0 (1 - 0) | Jong AZ | Opstelling FC Volendam | Opstelling Jong AZ |  |
| Stadion: Kras Stadion, Volendam Toeschouwers: 5.676 Scheidsrechter: Hardeman Assistenten: Weterings Assistenten: Westhof 4de official: Henshuijs | De Haan 24' Veerman 66' |               |         | Van Oevelen, Payne 75', Mbuyamba, Amevor, Leliendal, Ould-Chikh 88' ( Bukala), Plat, De Haan 90+1' ( Bouziane), Oehlers 46' ( Mau-Asam) 47', Mühren, Veerman 88' ( Hoeve) RESERVEBANK: Ngom, Lauwers, D. Steur, Curiel, Blondeau, Demircioğlu | Owusu-Oduro, Van Aken, Berkhout 87' ( Van Duijll), Schouten, Engel 80' ( Splinter), Addai, Kwakman 62' ( Dekkers), Kalisvaart, Daal 80' ( Van Duijn), Gerold, Zeefuik 80' ( Smits) RESERVEBANK: Oud, Ait Ali Oulhaj, Lenssen, Kuijsten, Menu, Olofsson, Robbemond |  |
| Stadion: Kras Stadion, Volendam Toeschouwers: 5.676 Scheidsrechter: Hardeman Assistenten: Weterings Assistenten: Westhof 4de official: Henshuijs |                         |               |         | Van Oevelen, Payne 75', Mbuyamba, Amevor, Leliendal, Ould-Chikh 88' ( Bukala), Plat, De Haan 90+1' ( Bouziane), Oehlers 46' ( Mau-Asam) 47', Mühren, Veerman 88' ( Hoeve) RESERVEBANK: Ngom, Lauwers, D. Steur, Curiel, Blondeau, Demircioğlu | Owusu-Oduro, Van Aken, Berkhout 87' ( Van Duijll), Schouten, Engel 80' ( Splinter), Addai, Kwakman 62' ( Dekkers), Kalisvaart, Daal 80' ( Van Duijn), Gerold, Zeefuik 80' ( Smits) RESERVEBANK: Oud, Ait Ali Oulhaj, Lenssen, Kuijsten, Menu, Olofsson, Robbemond |  |
| Stadion: Kras Stadion, Volendam Toeschouwers: 5.676 Scheidsrechter: Hardeman Assistenten: Weterings Assistenten: Westhof 4de official: Henshuijs |                         |               |         | Van Oevelen, Payne 75', Mbuyamba, Amevor, Leliendal, Ould-Chikh 88' ( Bukala), Plat, De Haan 90+1' ( Bouziane), Oehlers 46' ( Mau-Asam) 47', Mühren, Veerman 88' ( Hoeve) RESERVEBANK: Ngom, Lauwers, D. Steur, Curiel, Blondeau, Demircioğlu | Owusu-Oduro, Van Aken, Berkhout 87' ( Van Duijll), Schouten, Engel 80' ( Splinter), Addai, Kwakman 62' ( Dekkers), Kalisvaart, Daal 80' ( Van Duijn), Gerold, Zeefuik 80' ( Smits) RESERVEBANK: Oud, Ait Ali Oulhaj, Lenssen, Kuijsten, Menu, Olofsson, Robbemond |  |
| Speler van de wedstrijd: De Haan Afwezig: Beukers (geblesseerd), Jacobs (geblesseerd), Kuwas (geblesseerd), Manu (familie-omstandigheden)        |                         |               |         | | |  |

Speelronde 19:
| 13 december 2024, 20:00 uur | Excelsior Rotterdam | 0 - 0 (0 - 0) | FC Volendam | Opstelling Excelsior Rotterdam | Opstelling FC Volendam |  |
| Stadion: Van Donge & De Roo Stadion, Rotterdam Toeschouwers: 3.414 Scheidsrechter: Hensgens Assistenten: Inia Assistenten: Ribbink 4de official: Van der Vaart |                     |               |             | Raatsie, Bronkhorst, Widell, Warmerdam, Zagre 51', Naujoks, Hatenboer 20' 71' ( Armantrading), Hartjes, Sanches Fernandes, Duijvestijn , Fini 71' ( Booth) RESERVEBANK: Holla, Donkor, Eijgenraam, Loeffen, Van Duinen, Rosario, De Moes, Seymor | Van Oevelen, Payne, Mbuyamba, Amevor 55', Leliendal, Ould-Chikh, Plat, Bukala, De Haan 31' 66' ( Hoeve), Mühren, Veerman 66' ( Mau-Asam) RESERVEBANK: Ngom, Lauwers, D. Steur, Curiel, Blondeau, Demircioğlu, Wong-A-Soij, Zijlstra, Bouziane, Oehlers |  |
| Stadion: Van Donge & De Roo Stadion, Rotterdam Toeschouwers: 3.414 Scheidsrechter: Hensgens Assistenten: Inia Assistenten: Ribbink 4de official: Van der Vaart |                     |               |             | Raatsie, Bronkhorst, Widell, Warmerdam, Zagre 51', Naujoks, Hatenboer 20' 71' ( Armantrading), Hartjes, Sanches Fernandes, Duijvestijn , Fini 71' ( Booth) RESERVEBANK: Holla, Donkor, Eijgenraam, Loeffen, Van Duinen, Rosario, De Moes, Seymor | Van Oevelen, Payne, Mbuyamba, Amevor 55', Leliendal, Ould-Chikh, Plat, Bukala, De Haan 31' 66' ( Hoeve), Mühren, Veerman 66' ( Mau-Asam) RESERVEBANK: Ngom, Lauwers, D. Steur, Curiel, Blondeau, Demircioğlu, Wong-A-Soij, Zijlstra, Bouziane, Oehlers |  |
| Stadion: Van Donge & De Roo Stadion, Rotterdam Toeschouwers: 3.414 Scheidsrechter: Hensgens Assistenten: Inia Assistenten: Ribbink 4de official: Van der Vaart |                     |               |             | Raatsie, Bronkhorst, Widell, Warmerdam, Zagre 51', Naujoks, Hatenboer 20' 71' ( Armantrading), Hartjes, Sanches Fernandes, Duijvestijn , Fini 71' ( Booth) RESERVEBANK: Holla, Donkor, Eijgenraam, Loeffen, Van Duinen, Rosario, De Moes, Seymor | Van Oevelen, Payne, Mbuyamba, Amevor 55', Leliendal, Ould-Chikh, Plat, Bukala, De Haan 31' 66' ( Hoeve), Mühren, Veerman 66' ( Mau-Asam) RESERVEBANK: Ngom, Lauwers, D. Steur, Curiel, Blondeau, Demircioğlu, Wong-A-Soij, Zijlstra, Bouziane, Oehlers |  |
| Afwezig: Beukers (geblesseerd), Jacobs (geblesseerd), Kuwas (geblesseerd), Manu (familie-omstandigheden)                                                       |                     |               |             | | |  |

Speelronde 20:
| 22 december 2024, 14:30 uur | FC Volendam           | 2 - 1 (1 - 1) | De Graafschap     | Opstelling FC Volendam | Opstelling De Graafschap |  |
| Stadion: Kras Stadion, Volendam Toeschouwers: 6.046 Scheidsrechter: Oostrom Assistenten: Balder Assistenten: Bluemink 4de official: Dogterom | Mühren 23' Mühren 86' |               | 14' (e.d.) Amevor | Van Oevelen, Payne, Mbuyamba, Amevor 72', Leliendal, Plat, Bukala, De Haan 66' ( Kuwas), Ould-Chikh, Mühren, Veerman RESERVEBANK: Ngom, Lauwers, D. Steur, Curiel, Blondeau, Demircioğlu, Zijlstra, Oehlers, Mau-Asam, Hoeve | Smits, Fortes , Willemsen, Hillen, Schoppema 90' ( Besselink), Najah, Van de Haar, Warmerdam, Marcal-Madivadua 67' ( El Jebli) 83', Seuntjens 66' ( Mahi), El Kadiri 81' 90' ( Grotenhuis) RESERVEBANK: Wieggers, Kremers, Eijken, Kaak, Hartgers, Najjar, Azad, Symons |  |
| Stadion: Kras Stadion, Volendam Toeschouwers: 6.046 Scheidsrechter: Oostrom Assistenten: Balder Assistenten: Bluemink 4de official: Dogterom |                       |               |                   | Van Oevelen, Payne, Mbuyamba, Amevor 72', Leliendal, Plat, Bukala, De Haan 66' ( Kuwas), Ould-Chikh, Mühren, Veerman RESERVEBANK: Ngom, Lauwers, D. Steur, Curiel, Blondeau, Demircioğlu, Zijlstra, Oehlers, Mau-Asam, Hoeve | Smits, Fortes , Willemsen, Hillen, Schoppema 90' ( Besselink), Najah, Van de Haar, Warmerdam, Marcal-Madivadua 67' ( El Jebli) 83', Seuntjens 66' ( Mahi), El Kadiri 81' 90' ( Grotenhuis) RESERVEBANK: Wieggers, Kremers, Eijken, Kaak, Hartgers, Najjar, Azad, Symons |  |
| Stadion: Kras Stadion, Volendam Toeschouwers: 6.046 Scheidsrechter: Oostrom Assistenten: Balder Assistenten: Bluemink 4de official: Dogterom |                       |               |                   | Van Oevelen, Payne, Mbuyamba, Amevor 72', Leliendal, Plat, Bukala, De Haan 66' ( Kuwas), Ould-Chikh, Mühren, Veerman RESERVEBANK: Ngom, Lauwers, D. Steur, Curiel, Blondeau, Demircioğlu, Zijlstra, Oehlers, Mau-Asam, Hoeve | Smits, Fortes , Willemsen, Hillen, Schoppema 90' ( Besselink), Najah, Van de Haar, Warmerdam, Marcal-Madivadua 67' ( El Jebli) 83', Seuntjens 66' ( Mahi), El Kadiri 81' 90' ( Grotenhuis) RESERVEBANK: Wieggers, Kremers, Eijken, Kaak, Hartgers, Najjar, Azad, Symons |  |
| Speler van de wedstrijd: Mühren Bijz.: Voorafgaand aan de wedstrijd werden Mühren tot beste speler van de tweede periode en Kruys tot beste trainer van de tweede periode van de KKD gekroond. Afwezig: Beukers (geblesseerd), Jacobs (geblesseerd), Manu (familie-omstandigheden) |                       |               |                   | | |  |

Speelronde 21:
| 10 januari 2025, 20:00 uur | FC Eindhoven             | 1 - 3 (1 - 2) | FC Volendam                                                  | Opstelling FC Eindhoven | Opstelling FC Volendam |  |
| Stadion: Jan Louwers Stadion, Eindhoven Toeschouwers: 2.218 Scheidsrechter: Oostrom Assistenten: Overtoom Assistenten: Weterings 4de official: Wolff | Rottier 11' van Schuppen |               | 11' Bukala Mühren 41' Kuwas Ould-Chikh 82' Amevor Ould-Chikh | Bormans, Persyn, Limouri, Seedorf, Douglas, Dorenbosch, Huisman, Blummel, Van Schuppen 27' ( Simons) 78' ( Kwaaitaal), El Bouchataoui, Rottier 88' ( Deenen) RESERVEBANK: Fancito, Manders, Deenen 88', Kwaaitaal 78', Muller, Simons 27' 78', Simons, Swerts, Van Aarle | Van Oevelen, Payne, Mbuyamba, Amevor, Leliendal, Plat, Bukala, Ould-Chikh, Kuwas 68' ( Jacobs), Mühren, Veerman 88' ( Zijlstra) RESERVEBANK: Lauwers, Ngom, Blondeau, Bouziane, Curiel, De Haan, Hoeve, Jacobs 68', Mau-Asam, Oehlers, Steur, Zijlstra 88' |  |
| Stadion: Jan Louwers Stadion, Eindhoven Toeschouwers: 2.218 Scheidsrechter: Oostrom Assistenten: Overtoom Assistenten: Weterings 4de official: Wolff |                          |               |                                                              | Bormans, Persyn, Limouri, Seedorf, Douglas, Dorenbosch, Huisman, Blummel, Van Schuppen 27' ( Simons) 78' ( Kwaaitaal), El Bouchataoui, Rottier 88' ( Deenen) RESERVEBANK: Fancito, Manders, Deenen 88', Kwaaitaal 78', Muller, Simons 27' 78', Simons, Swerts, Van Aarle | Van Oevelen, Payne, Mbuyamba, Amevor, Leliendal, Plat, Bukala, Ould-Chikh, Kuwas 68' ( Jacobs), Mühren, Veerman 88' ( Zijlstra) RESERVEBANK: Lauwers, Ngom, Blondeau, Bouziane, Curiel, De Haan, Hoeve, Jacobs 68', Mau-Asam, Oehlers, Steur, Zijlstra 88' |  |
| Stadion: Jan Louwers Stadion, Eindhoven Toeschouwers: 2.218 Scheidsrechter: Oostrom Assistenten: Overtoom Assistenten: Weterings 4de official: Wolff |                          |               |                                                              | Bormans, Persyn, Limouri, Seedorf, Douglas, Dorenbosch, Huisman, Blummel, Van Schuppen 27' ( Simons) 78' ( Kwaaitaal), El Bouchataoui, Rottier 88' ( Deenen) RESERVEBANK: Fancito, Manders, Deenen 88', Kwaaitaal 78', Muller, Simons 27' 78', Simons, Swerts, Van Aarle | Van Oevelen, Payne, Mbuyamba, Amevor, Leliendal, Plat, Bukala, Ould-Chikh, Kuwas 68' ( Jacobs), Mühren, Veerman 88' ( Zijlstra) RESERVEBANK: Lauwers, Ngom, Blondeau, Bouziane, Curiel, De Haan, Hoeve, Jacobs 68', Mau-Asam, Oehlers, Steur, Zijlstra 88' |  |
| Afwezig: Beukers (geblesseerd) |                          |               |                                                              | | |  |

Speelronde 22:
| 17 januari 2025, 20:00 uur | FC Volendam                                                                      | 4-0 (3-0) | Vitesse | Opstelling FC Volendam | Opstelling Vitesse |  |
| Stadion: Kras Stadion, Volendam Toeschouwers: 6.455 Scheidsrechter: Lindhout Assistenten: Honig Assistenten: Balder 4de official: Wever                                             | Mühren 6' Ould-Chikh Mbuyamba 43' Ould-Chikh Mühren 45' (pen.) Veerman 6' Jacobs |           |         | Van Oevelen, Payne, Mbuyamba, Amevor, Leliendal 72' ( Mau-Asam), Plat 27' ( Jacobs), Bukala 86' ( Bouziane, Ould-Chikh, Kuwas 85' ( De Haan), Mühren 71' ( Oehlers), Veerman RESERVEBANK: Lauwers, Ngom, Blondeau, Bouziane 86', Curiel, De Haan 85', Hoeve, Jacobs 27', Mau-Asam 72', Oehlers 71', Steur, Zijlstra | Bramel, Egbrin, Van Zwam 46' ( Postma, Musampa, Kreekels, Yegoian 75' ( Tielemans, Koller 30', Cornelisse, de Regt 64' ( Macheras, van Duivenbooden 64' ( Huisman, Büttner RESERVEBANK: Van Sas, Van der Heijden, Bakker, Gudelj, Hoogewerf, Huisman 64', Macheras 64', Van der Plaat, Postma 46', Tielemans 75', Tsingaras, Zarrouk |  |
| Stadion: Kras Stadion, Volendam Toeschouwers: 6.455 Scheidsrechter: Lindhout Assistenten: Honig Assistenten: Balder 4de official: Wever                                             |                                                                                  |           |         | Van Oevelen, Payne, Mbuyamba, Amevor, Leliendal 72' ( Mau-Asam), Plat 27' ( Jacobs), Bukala 86' ( Bouziane, Ould-Chikh, Kuwas 85' ( De Haan), Mühren 71' ( Oehlers), Veerman RESERVEBANK: Lauwers, Ngom, Blondeau, Bouziane 86', Curiel, De Haan 85', Hoeve, Jacobs 27', Mau-Asam 72', Oehlers 71', Steur, Zijlstra | Bramel, Egbrin, Van Zwam 46' ( Postma, Musampa, Kreekels, Yegoian 75' ( Tielemans, Koller 30', Cornelisse, de Regt 64' ( Macheras, van Duivenbooden 64' ( Huisman, Büttner RESERVEBANK: Van Sas, Van der Heijden, Bakker, Gudelj, Hoogewerf, Huisman 64', Macheras 64', Van der Plaat, Postma 46', Tielemans 75', Tsingaras, Zarrouk |  |
| Stadion: Kras Stadion, Volendam Toeschouwers: 6.455 Scheidsrechter: Lindhout Assistenten: Honig Assistenten: Balder 4de official: Wever                                             |                                                                                  |           |         | Van Oevelen, Payne, Mbuyamba, Amevor, Leliendal 72' ( Mau-Asam), Plat 27' ( Jacobs), Bukala 86' ( Bouziane, Ould-Chikh, Kuwas 85' ( De Haan), Mühren 71' ( Oehlers), Veerman RESERVEBANK: Lauwers, Ngom, Blondeau, Bouziane 86', Curiel, De Haan 85', Hoeve, Jacobs 27', Mau-Asam 72', Oehlers 71', Steur, Zijlstra | Bramel, Egbrin, Van Zwam 46' ( Postma, Musampa, Kreekels, Yegoian 75' ( Tielemans, Koller 30', Cornelisse, de Regt 64' ( Macheras, van Duivenbooden 64' ( Huisman, Büttner RESERVEBANK: Van Sas, Van der Heijden, Bakker, Gudelj, Hoogewerf, Huisman 64', Macheras 64', Van der Plaat, Postma 46', Tielemans 75', Tsingaras, Zarrouk |  |
| Speler van de wedstrijd: Mühren Bijz.: Voorafgaand aan de wedstrijd werd Veerman door oud-voorzitter Jaap Veerman gehuldigd voor zijn 100 wedstrijden in het shirt van FC Volendam. |                                                                                  |           |         | | |  |

Speelronde 23:
| 24 januari 2025, 20:00 uur | FC Volendam                                   | 3-1 (1-0) | MVV Maastricht   | Opstelling FC Volendam | Opstelling MVV Maastricht |  |
| Stadion: Kras Stadion, Volendam Toeschouwers: 5.837 Scheidsrechter: Kooij Assistenten: Osseweijer Assistenten: Nanninga 4de official: Henshuijs | Veerman 34' Kuwas Plat 55' Veerman 80' Jacobs |           | 83' Mmaee Esajas | Van Oevelen, Payne, Mbuyamba, Amevor, Leliendal, Plat 85' ( Esajas) 86', Bukala 85' ( Anita), Ould-Chikh, Kuwas 85' ( Oehlers), Mühren 76' ( Jacobs), Veerman RESERVEBANK: Ngom, Samson, Anita 85', Blondeau, Bouziane , Curiel, Esajas 85', Hoeve, Jacobs 76', Oehlers 85', Steur, Zijlstra | Matthys, Librici, Francis, Coomans, Schenk 81' ( Tehubyuluw, El Basri, Klaasen 81' ( Slegers, Mmaee, Smeets , Timas 75' ( Kassimi, Braken 66' ( Esajas) 90+3' RESERVEBANK: Lambrix, Roland, Buifrahi, Esajas 66', Foubert, Hofland, Kassimi 75', Penders, Sangen, Slegers 81', Tehubyuluw 81' |  |
| Stadion: Kras Stadion, Volendam Toeschouwers: 5.837 Scheidsrechter: Kooij Assistenten: Osseweijer Assistenten: Nanninga 4de official: Henshuijs |                                               |           |                  | Van Oevelen, Payne, Mbuyamba, Amevor, Leliendal, Plat 85' ( Esajas) 86', Bukala 85' ( Anita), Ould-Chikh, Kuwas 85' ( Oehlers), Mühren 76' ( Jacobs), Veerman RESERVEBANK: Ngom, Samson, Anita 85', Blondeau, Bouziane , Curiel, Esajas 85', Hoeve, Jacobs 76', Oehlers 85', Steur, Zijlstra | Matthys, Librici, Francis, Coomans, Schenk 81' ( Tehubyuluw, El Basri, Klaasen 81' ( Slegers, Mmaee, Smeets , Timas 75' ( Kassimi, Braken 66' ( Esajas) 90+3' RESERVEBANK: Lambrix, Roland, Buifrahi, Esajas 66', Foubert, Hofland, Kassimi 75', Penders, Sangen, Slegers 81', Tehubyuluw 81' |  |
| Stadion: Kras Stadion, Volendam Toeschouwers: 5.837 Scheidsrechter: Kooij Assistenten: Osseweijer Assistenten: Nanninga 4de official: Henshuijs |                                               |           |                  | Van Oevelen, Payne, Mbuyamba, Amevor, Leliendal, Plat 85' ( Esajas) 86', Bukala 85' ( Anita), Ould-Chikh, Kuwas 85' ( Oehlers), Mühren 76' ( Jacobs), Veerman RESERVEBANK: Ngom, Samson, Anita 85', Blondeau, Bouziane , Curiel, Esajas 85', Hoeve, Jacobs 76', Oehlers 85', Steur, Zijlstra | Matthys, Librici, Francis, Coomans, Schenk 81' ( Tehubyuluw, El Basri, Klaasen 81' ( Slegers, Mmaee, Smeets , Timas 75' ( Kassimi, Braken 66' ( Esajas) 90+3' RESERVEBANK: Lambrix, Roland, Buifrahi, Esajas 66', Foubert, Hofland, Kassimi 75', Penders, Sangen, Slegers 81', Tehubyuluw 81' |  |
| Speler van de wedstrijd: Leliendal Bijz.: Debuut Anita en Esajas Afwezig: De Haan (ziek) en Lauwers (ziek)                                      |                                               |           |                  | | |  |

Speelronde 24:
| 31 januari 2025, 20:00 uur | FC Den Bosch                                               | 3-0 (1-0) | FC Volendam | Opstelling FC Den Bosch | Opstelling FC Volendam |  |
| Stadion: Stadion De Vliert, Den Bosch Toeschouwers: 5.803 Scheidsrechter: Van de Graaf Assistenten: Diks Assistenten: Weever 4de official: Janssen | Burgering 43' Laros Burgering 48' Bakaľa Laros 72' Verbeek |           |             | Van de Merbel, Barglan 24' ( Maas), Van Grunsven, Henderikx, De Groot, Bakaľa, Laros 49', Burgering, Verbeek 80' ( Soomets), Monzialo 80' ( Acheffay), Karlsson 53' ( Gravenberch) RESERVEBANK: Bijlsma, Elum, Acheffay 80', Van den Bogert, Boumassaoudi, Gravenberch 53', Keijser, Kuijpers, Maas 24', Soomets 80' | Van Oevelen, Payne, Mbuyamba, Amevor 71', Leliendal 71' ( Anita), Plat, Bukala 46' ( Ould-Chikh) 75' ( Cabral), Kuwas, Mühren 76' ( Esajas), Jacobs 63' ( Oehlers), Veerman RESERVEBANK: Lauwers, Ngom, Anita 71', Blondeau, Bouziane, Cabral 75', Curiel, Esajas 76', De Haan, Oehlers 63', Ould-Chikh 46' 75', Steur |  |
| Stadion: Stadion De Vliert, Den Bosch Toeschouwers: 5.803 Scheidsrechter: Van de Graaf Assistenten: Diks Assistenten: Weever 4de official: Janssen |                                                            |           |             | Van de Merbel, Barglan 24' ( Maas), Van Grunsven, Henderikx, De Groot, Bakaľa, Laros 49', Burgering, Verbeek 80' ( Soomets), Monzialo 80' ( Acheffay), Karlsson 53' ( Gravenberch) RESERVEBANK: Bijlsma, Elum, Acheffay 80', Van den Bogert, Boumassaoudi, Gravenberch 53', Keijser, Kuijpers, Maas 24', Soomets 80' | Van Oevelen, Payne, Mbuyamba, Amevor 71', Leliendal 71' ( Anita), Plat, Bukala 46' ( Ould-Chikh) 75' ( Cabral), Kuwas, Mühren 76' ( Esajas), Jacobs 63' ( Oehlers), Veerman RESERVEBANK: Lauwers, Ngom, Anita 71', Blondeau, Bouziane, Cabral 75', Curiel, Esajas 76', De Haan, Oehlers 63', Ould-Chikh 46' 75', Steur |  |
| Stadion: Stadion De Vliert, Den Bosch Toeschouwers: 5.803 Scheidsrechter: Van de Graaf Assistenten: Diks Assistenten: Weever 4de official: Janssen |                                                            |           |             | Van de Merbel, Barglan 24' ( Maas), Van Grunsven, Henderikx, De Groot, Bakaľa, Laros 49', Burgering, Verbeek 80' ( Soomets), Monzialo 80' ( Acheffay), Karlsson 53' ( Gravenberch) RESERVEBANK: Bijlsma, Elum, Acheffay 80', Van den Bogert, Boumassaoudi, Gravenberch 53', Keijser, Kuijpers, Maas 24', Soomets 80' | Van Oevelen, Payne, Mbuyamba, Amevor 71', Leliendal 71' ( Anita), Plat, Bukala 46' ( Ould-Chikh) 75' ( Cabral), Kuwas, Mühren 76' ( Esajas), Jacobs 63' ( Oehlers), Veerman RESERVEBANK: Lauwers, Ngom, Anita 71', Blondeau, Bouziane, Cabral 75', Curiel, Esajas 76', De Haan, Oehlers 63', Ould-Chikh 46' 75', Steur |  |
| Bijz.: Debuut Cabral |                                                            |           |             | | |  |

Speelronde 25:
| 7 februari 2025, 20:00 uur | FC Volendam | - | Ado Den Haag | Opstelling FC Volendam | Opstelling Ado Den Haag |
| Stadion: Kras Stadion, Volendam Scheidsrechter: Van der Laan Assistenten: Polman Assistenten: Weterings 4de official: Van der Vaart |             |   |              |                        |                         |
| |             |   |              |                        |                         |
| |             |   |              |                        |                         |
| |             |   |              |                        |                         |

Speelronde 26:
|  |  | - |  | Opstelling | Opstelling |
|  |  |   |  |            |            |
|  |  |   |  |            |            |
|  |  |   |  |            |            |
|  |  |   |  |            |            |

Speelronde 27:
|  |  | - |  | Opstelling | Opstelling |
|  |  |   |  |            |            |
|  |  |   |  |            |            |
|  |  |   |  |            |            |
|  |  |   |  |            |            |

Speelronde 28:
|  |  | - |  | Opstelling | Opstelling |
|  |  |   |  |            |            |
|  |  |   |  |            |            |
|  |  |   |  |            |            |
|  |  |   |  |            |            |

Speelronde 29:
|  |  | - |  | Opstelling | Opstelling |
|  |  |   |  |            |            |
|  |  |   |  |            |            |
|  |  |   |  |            |            |
|  |  |   |  |            |            |

Speelronde 30:
|  |  | - |  | Opstelling | Opstelling |
|  |  |   |  |            |            |
|  |  |   |  |            |            |
|  |  |   |  |            |            |
|  |  |   |  |            |            |

Speelronde 31:
|  |  | - |  | Opstelling | Opstelling |
|  |  |   |  |            |            |
|  |  |   |  |            |            |
|  |  |   |  |            |            |
|  |  |   |  |            |            |

Speelronde 32:
|  |  | - |  | Opstelling | Opstelling |
|  |  |   |  |            |            |
|  |  |   |  |            |            |
|  |  |   |  |            |            |
|  |  |   |  |            |            |

Speelronde 33:
|  |  | - |  | Opstelling | Opstelling |
|  |  |   |  |            |            |
|  |  |   |  |            |            |
|  |  |   |  |            |            |
|  |  |   |  |            |            |

Speelronde 34:
|  |  | - |  | Opstelling | Opstelling |
|  |  |   |  |            |            |
|  |  |   |  |            |            |
|  |  |   |  |            |            |
|  |  |   |  |            |            |

Speelronde 35:
|  |  | - |  | Opstelling | Opstelling |
|  |  |   |  |            |            |
|  |  |   |  |            |            |
|  |  |   |  |            |            |
|  |  |   |  |            |            |

Speelronde 36:
|  |  | - |  | Opstelling | Opstelling |
|  |  |   |  |            |            |
|  |  |   |  |            |            |
|  |  |   |  |            |            |
|  |  |   |  |            |            |

Speelronde 37:
|  |  | - |  | Opstelling | Opstelling |
|  |  |   |  |            |            |
|  |  |   |  |            |            |
|  |  |   |  |            |            |
|  |  |   |  |            |            |

Speelronde 38:
|  |  | - |  | Opstelling | Opstelling |
|  |  |   |  |            |            |
|  |  |   |  |            |            |
|  |  |   |  |            |            |
|  |  |   |  |            |            |

### KNVB beker
Eerste ronde:
| 31 oktober 2024, 20:00 uur | VV DOVO     | 1 – 5 (0 – 2) | FC Volendam                                                | Opstelling VV DOVO | Opstelling FC Volendam |  |
| Stadion: Sportpark Panhuis, Veenendaal Toeschouwers: 1.600 Arbiter: Wiersma Assistenten: De Koning Assistenten: Kloekke 4de official: Ordelmans                          | Martins 46' |               | 21' 62' Jacobs 40' Kuwas 83' (pen.) Ould-Chikh 90+2' Hoeve | Van den Dam, Fiegen 46' ( Buikema), Wormgoor, De Bondt, Achahbar, Den Boer 68' ( Bendadi), Huber 77' ( Hörst), Van Nispen 69', Martins, Hak 68' ( Screever), Vermeulen 77' ( Rebergen) RESERVEBANK: Van Veldhuizen, Van Doorn, Pluk, Van Egdom, Sow | Van Oevelen, Mau-Asam 68' ( Payne), Mbuyamba 58', Steur, Leliendal 81' ( Blondeau), Ould-Chikh , Jacobs 87' ( Bouziane), Plat, Oehlers 68' ( Bukala), Kuwas, Manu 69' ( Hoeve) RESERVEBANK: Lauwers, Ngom, Demircioğlu, Amevor, Mühren, Veerman |  |
| Stadion: Sportpark Panhuis, Veenendaal Toeschouwers: 1.600 Arbiter: Wiersma Assistenten: De Koning Assistenten: Kloekke 4de official: Ordelmans                          |             |               |                                                            | Van den Dam, Fiegen 46' ( Buikema), Wormgoor, De Bondt, Achahbar, Den Boer 68' ( Bendadi), Huber 77' ( Hörst), Van Nispen 69', Martins, Hak 68' ( Screever), Vermeulen 77' ( Rebergen) RESERVEBANK: Van Veldhuizen, Van Doorn, Pluk, Van Egdom, Sow | Van Oevelen, Mau-Asam 68' ( Payne), Mbuyamba 58', Steur, Leliendal 81' ( Blondeau), Ould-Chikh , Jacobs 87' ( Bouziane), Plat, Oehlers 68' ( Bukala), Kuwas, Manu 69' ( Hoeve) RESERVEBANK: Lauwers, Ngom, Demircioğlu, Amevor, Mühren, Veerman |  |
| Stadion: Sportpark Panhuis, Veenendaal Toeschouwers: 1.600 Arbiter: Wiersma Assistenten: De Koning Assistenten: Kloekke 4de official: Ordelmans                          |             |               |                                                            | Van den Dam, Fiegen 46' ( Buikema), Wormgoor, De Bondt, Achahbar, Den Boer 68' ( Bendadi), Huber 77' ( Hörst), Van Nispen 69', Martins, Hak 68' ( Screever), Vermeulen 77' ( Rebergen) RESERVEBANK: Van Veldhuizen, Van Doorn, Pluk, Van Egdom, Sow | Van Oevelen, Mau-Asam 68' ( Payne), Mbuyamba 58', Steur, Leliendal 81' ( Blondeau), Ould-Chikh , Jacobs 87' ( Bouziane), Plat, Oehlers 68' ( Bukala), Kuwas, Manu 69' ( Hoeve) RESERVEBANK: Lauwers, Ngom, Demircioğlu, Amevor, Mühren, Veerman |  |
| Bijz.: Ould-Chikh droeg de aanvoerdersband, doordat aanvoerder Veerman en reserve-aanvoerder Mawouna Amevor op de bank begonnen. Afwezig: De Haan, Beukers (geblesseerd) |             |               |                                                            | | |  |

Tweede ronde:
| 19 december 2024, 20:00 uur | Rijnsburgse Boys   | 2 – 0 (0 – 0) | FC Volendam | Opstelling Rijnsburgse Boys | Opstelling FC Volendam |  |
| Stadion: Sportpark Middelmors, Rijnsburg Toeschouwers: 2.500 Arbiter: Bos Assistenten: Kucukerbir Assistenten: Wolfkamp 4de official: Visser | Ros 61' Klaver 81' |               |             | Zonneveld, Walraven, Ros, Zandbergen 27', Van Kempen, Klaver, Spruijt 82' ( Bijen), Van Rooijen, Asante, Van der Weijden 78' ( Van der Moot), Kariouh 88' ( Van der Plas) RESERVEBANK: Slierendrecht, De Haas, Van der Meer, Kramer, Van Ommeren, Zuidema, Lesger, Van Haaften, Gielisse | van Oevelen, Payne, Mbuyamba, Amevor 38', Leliendal, Ould-Chikh 62' ( Wong-A-Soij), Plat, Mau-Asam 70' ( Zijlstra), de Haan, Oehlers 62' ( Hoeve), Mühren 62' ( Demircioğlu) RESERVEBANK: Ngom, Lauwers, Steur, Curiel, Blondeau, Beukers |  |
| Stadion: Sportpark Middelmors, Rijnsburg Toeschouwers: 2.500 Arbiter: Bos Assistenten: Kucukerbir Assistenten: Wolfkamp 4de official: Visser |                    |               |             | Zonneveld, Walraven, Ros, Zandbergen 27', Van Kempen, Klaver, Spruijt 82' ( Bijen), Van Rooijen, Asante, Van der Weijden 78' ( Van der Moot), Kariouh 88' ( Van der Plas) RESERVEBANK: Slierendrecht, De Haas, Van der Meer, Kramer, Van Ommeren, Zuidema, Lesger, Van Haaften, Gielisse | van Oevelen, Payne, Mbuyamba, Amevor 38', Leliendal, Ould-Chikh 62' ( Wong-A-Soij), Plat, Mau-Asam 70' ( Zijlstra), de Haan, Oehlers 62' ( Hoeve), Mühren 62' ( Demircioğlu) RESERVEBANK: Ngom, Lauwers, Steur, Curiel, Blondeau, Beukers |  |
| Stadion: Sportpark Middelmors, Rijnsburg Toeschouwers: 2.500 Arbiter: Bos Assistenten: Kucukerbir Assistenten: Wolfkamp 4de official: Visser |                    |               |             | Zonneveld, Walraven, Ros, Zandbergen 27', Van Kempen, Klaver, Spruijt 82' ( Bijen), Van Rooijen, Asante, Van der Weijden 78' ( Van der Moot), Kariouh 88' ( Van der Plas) RESERVEBANK: Slierendrecht, De Haas, Van der Meer, Kramer, Van Ommeren, Zuidema, Lesger, Van Haaften, Gielisse | van Oevelen, Payne, Mbuyamba, Amevor 38', Leliendal, Ould-Chikh 62' ( Wong-A-Soij), Plat, Mau-Asam 70' ( Zijlstra), de Haan, Oehlers 62' ( Hoeve), Mühren 62' ( Demircioğlu) RESERVEBANK: Ngom, Lauwers, Steur, Curiel, Blondeau, Beukers |  |
| Bijz.: Debuut van aanvallers Wong-A-Soij en Zijlstra; Mühren droeg de aanvoerdersband, doordat aanvoerder Veerman geblesseerd was. Afwezig: Beukers (geblesseerd), Jacobs (geblesseerd), Kuwas (geblesseerd), Veerman (geblesseerd), Manu (familie-omstandigheden) |                    |               |             | | |  |

### Oefenwedstrijden
| 6 juli 2024, 13:00 uur | FC Volendam | 0 – 0 (0 – 0) | MSV Duisburg | Opstelling FC Volendam | Opstelling MSV Duisburg |  |
| Stadion: Sportpark Wissel, Epe |             |               |              | Lauwers, Beukers 46' ( Payne), Amevor 46' ( Tol), Mbuyamba 46' ( Steur), Klomp 46' ( Mau-Asam), Antonioli 46' ( Demircioğlu), Nazih 46' ( Van Driel), Twigt 46' ( Plat), W. Ould-Chikh 46' ( Oehlers), De Haan 46' ( Blommestijn), Hoeve 46' ( Veerman) RESERVEBANK: Ngom, Griffioen | Braune 46' ( Kunz), Göckan 46' ( Montag), Hahn 46' ( Uzelac), Fleckstein, Coskun, Michelbrink 46' ( Egerer), Müller 46' ( Symalla), Bookjans 82' ( Sadlek), Meuer 46' ( Fakhro), Sussek 82' ( Croonen), Boutakhrit 46' ( Yavuz) RESERVEBANK: Adamidis |  |
| Stadion: Sportpark Wissel, Epe |             |               |              | Lauwers, Beukers 46' ( Payne), Amevor 46' ( Tol), Mbuyamba 46' ( Steur), Klomp 46' ( Mau-Asam), Antonioli 46' ( Demircioğlu), Nazih 46' ( Van Driel), Twigt 46' ( Plat), W. Ould-Chikh 46' ( Oehlers), De Haan 46' ( Blommestijn), Hoeve 46' ( Veerman) RESERVEBANK: Ngom, Griffioen | Braune 46' ( Kunz), Göckan 46' ( Montag), Hahn 46' ( Uzelac), Fleckstein, Coskun, Michelbrink 46' ( Egerer), Müller 46' ( Symalla), Bookjans 82' ( Sadlek), Meuer 46' ( Fakhro), Sussek 82' ( Croonen), Boutakhrit 46' ( Yavuz) RESERVEBANK: Adamidis |  |
| Stadion: Sportpark Wissel, Epe |             |               |              | Lauwers, Beukers 46' ( Payne), Amevor 46' ( Tol), Mbuyamba 46' ( Steur), Klomp 46' ( Mau-Asam), Antonioli 46' ( Demircioğlu), Nazih 46' ( Van Driel), Twigt 46' ( Plat), W. Ould-Chikh 46' ( Oehlers), De Haan 46' ( Blommestijn), Hoeve 46' ( Veerman) RESERVEBANK: Ngom, Griffioen | Braune 46' ( Kunz), Göckan 46' ( Montag), Hahn 46' ( Uzelac), Fleckstein, Coskun, Michelbrink 46' ( Egerer), Müller 46' ( Symalla), Bookjans 82' ( Sadlek), Meuer 46' ( Fakhro), Sussek 82' ( Croonen), Boutakhrit 46' ( Yavuz) RESERVEBANK: Adamidis |  |
| Bijz.: Besloten oefenwedstrijd; verdediger Marco Tol en aanvaller Aurelio Oehlers op proef Afwezig: Benamar, B. Ould-Chikh, Maulun, Van Oevelen, Mühren (geblesseerd) |             |               |              | | |  |

| 12 juli 2024,20:00 uur                                                                              | FC Volendam                                          | 5 – 0 (3 – 0) | VV Noordwijk | Opstelling FC Volendam | Opstelling VV Noordwijk |  |
| Stadion: Kras Stadion, Volendam                                                                     | Mühren 28' Veerman 32' 36' Blommestijn 72' Steur 82' |               |              | Ngom, Payne 46' ( Beukers), Amevor 46' ( Benamar), Mbuyamba 46' ( Steur), Mau-Asam 46' ( Klomp), De Haan 46' ( Demircioğlu), Plat 46' ( Van Driel), Twigt 46' ( W. Ould-Chikh), Oehlers 46' ( Nazih), Mühren 46' ( Blommestijn), Veerman 46' ( Hoeve) RESERVEBANK: Lauwers, Griffioen, J. Antonioli | R. Antonioli, Nhoca, Groot, Rietveld, Strooker, Bosma, Da Fonceca, Franken, Roep, Marbus, Tjin-Asjoe RESERVEBANK: reservespelers/wissels onbekend |  |
| Stadion: Kras Stadion, Volendam                                                                     |                                                      |               |              | Ngom, Payne 46' ( Beukers), Amevor 46' ( Benamar), Mbuyamba 46' ( Steur), Mau-Asam 46' ( Klomp), De Haan 46' ( Demircioğlu), Plat 46' ( Van Driel), Twigt 46' ( W. Ould-Chikh), Oehlers 46' ( Nazih), Mühren 46' ( Blommestijn), Veerman 46' ( Hoeve) RESERVEBANK: Lauwers, Griffioen, J. Antonioli | R. Antonioli, Nhoca, Groot, Rietveld, Strooker, Bosma, Da Fonceca, Franken, Roep, Marbus, Tjin-Asjoe RESERVEBANK: reservespelers/wissels onbekend |  |
| Stadion: Kras Stadion, Volendam                                                                     |                                                      |               |              | Ngom, Payne 46' ( Beukers), Amevor 46' ( Benamar), Mbuyamba 46' ( Steur), Mau-Asam 46' ( Klomp), De Haan 46' ( Demircioğlu), Plat 46' ( Van Driel), Twigt 46' ( W. Ould-Chikh), Oehlers 46' ( Nazih), Mühren 46' ( Blommestijn), Veerman 46' ( Hoeve) RESERVEBANK: Lauwers, Griffioen, J. Antonioli | R. Antonioli, Nhoca, Groot, Rietveld, Strooker, Bosma, Da Fonceca, Franken, Roep, Marbus, Tjin-Asjoe RESERVEBANK: reservespelers/wissels onbekend |  |
| Bijz.: Aanvaller Aurelio Oehlers op proef Afwezig: B. Ould-Chikh, Maulun, Van Oevelen (geblesseerd) |                                                      |               |              | | |  |

| 17 juli 2024, 16:00 uur | FC Volendam | 1 – 0 (1 – 0) | Al Shamal | Opstelling FC Volendam | Opstelling Al Shamal |  |
| Stadion: Gemeentelijk Sportpark Maurik, Maurik | Hoeve 2'    |               |           | Lauwers, Tol 46' ( Payne), Amevor 46' ( Mbuyamba), Benamar 46' ( Steur), Beukers 46' ( Oehlers), Nazih 46' ( De Haan), Antonioli 46' ( Twigt), Klomp 46' ( Plat), Mau-Asam 70' ( Bijnoe), Hoeve 46' ( Mühren), Blommestijn 46' ( Veerman) RESERVEBANK: Ngom, Griffioen | Seck 46' ( El-Rady), Nani 46' ( Al-Hashemi), El Hannach, Murillo 46' ( Hagana), Waad 46' ( Brimil), Ebrahimi 46' ( Al Mannai), Mohammed 46' ( Azadi), Belhanda 46' ( Al-Mehairi), Salem 46' ( Al-Dokali), Gannan 46' ( Rafik Mohamed), Bounedjah 46' ( Al-Muhannadi) |  |
| Stadion: Gemeentelijk Sportpark Maurik, Maurik |             |               |           | Lauwers, Tol 46' ( Payne), Amevor 46' ( Mbuyamba), Benamar 46' ( Steur), Beukers 46' ( Oehlers), Nazih 46' ( De Haan), Antonioli 46' ( Twigt), Klomp 46' ( Plat), Mau-Asam 70' ( Bijnoe), Hoeve 46' ( Mühren), Blommestijn 46' ( Veerman) RESERVEBANK: Ngom, Griffioen | Seck 46' ( El-Rady), Nani 46' ( Al-Hashemi), El Hannach, Murillo 46' ( Hagana), Waad 46' ( Brimil), Ebrahimi 46' ( Al Mannai), Mohammed 46' ( Azadi), Belhanda 46' ( Al-Mehairi), Salem 46' ( Al-Dokali), Gannan 46' ( Rafik Mohamed), Bounedjah 46' ( Al-Muhannadi) |  |
| Stadion: Gemeentelijk Sportpark Maurik, Maurik |             |               |           | Lauwers, Tol 46' ( Payne), Amevor 46' ( Mbuyamba), Benamar 46' ( Steur), Beukers 46' ( Oehlers), Nazih 46' ( De Haan), Antonioli 46' ( Twigt), Klomp 46' ( Plat), Mau-Asam 70' ( Bijnoe), Hoeve 46' ( Mühren), Blommestijn 46' ( Veerman) RESERVEBANK: Ngom, Griffioen | Seck 46' ( El-Rady), Nani 46' ( Al-Hashemi), El Hannach, Murillo 46' ( Hagana), Waad 46' ( Brimil), Ebrahimi 46' ( Al Mannai), Mohammed 46' ( Azadi), Belhanda 46' ( Al-Mehairi), Salem 46' ( Al-Dokali), Gannan 46' ( Rafik Mohamed), Bounedjah 46' ( Al-Muhannadi) |  |
| Bijz.: Verdediger Marco Tol en aanvaller Aurelio Oehlers op proef Afwezig: B. Ould-Chikh, Demircioğlu, Van Driel, Maulun, Van Oevelen (geblesseerd); Leliendal (niet wedstrijdfit); W. Ould-Chikh (onbekend) |             |               |           | | |  |

| 20 juli 2024, 15:30 uur | FC Volendam | 1 – 1 (0 – 1) | KMSK Deinze    | Opstelling FC Volendam | Opstelling KMSK Deinze |  |
| Stadion: Kras Stadion, Volendam Toeschouwers: ruim 500 Arbiter: Shona Shukrula                                                                      | Mühren 51'  |               | 5' De Schryver | Lauwers, Payne 46' ( Beukers), Amevor 46' ( Benamar), Mbuyamba 46' ( Tol), Steur 46' ( Mau-Asam), Plat 46' ( Antonioli), Nazih 70' ( Leliendal), De Haan 46' ( Klomp), Oehlers 46' ( W. Ould-Chikh), Mühren 46' ( Hoeve), Veerman 46' ( Blommestijn) RESERVEBANK: Ngom | Miras 46' ( Dutoit), Janssens 46' ( Vansteenkiste), Spegelaere 46' ( Lemoine), Schuermans 46' ( Prychynenko), Staelens 46' ( Almenara), Van Landschoot 46' ( Musuayi), De Schryver 46' ( Hendrickx), Klas 46' ( Sierra), Van Acker 46' ( De Ridder), Dierckx 46' ( Walbrecq), Burgos 46' ( Mertens) |  |
| Stadion: Kras Stadion, Volendam Toeschouwers: ruim 500 Arbiter: Shona Shukrula                                                                      |             |               |                | Lauwers, Payne 46' ( Beukers), Amevor 46' ( Benamar), Mbuyamba 46' ( Tol), Steur 46' ( Mau-Asam), Plat 46' ( Antonioli), Nazih 70' ( Leliendal), De Haan 46' ( Klomp), Oehlers 46' ( W. Ould-Chikh), Mühren 46' ( Hoeve), Veerman 46' ( Blommestijn) RESERVEBANK: Ngom | Miras 46' ( Dutoit), Janssens 46' ( Vansteenkiste), Spegelaere 46' ( Lemoine), Schuermans 46' ( Prychynenko), Staelens 46' ( Almenara), Van Landschoot 46' ( Musuayi), De Schryver 46' ( Hendrickx), Klas 46' ( Sierra), Van Acker 46' ( De Ridder), Dierckx 46' ( Walbrecq), Burgos 46' ( Mertens) |  |
| Stadion: Kras Stadion, Volendam Toeschouwers: ruim 500 Arbiter: Shona Shukrula                                                                      |             |               |                | Lauwers, Payne 46' ( Beukers), Amevor 46' ( Benamar), Mbuyamba 46' ( Tol), Steur 46' ( Mau-Asam), Plat 46' ( Antonioli), Nazih 70' ( Leliendal), De Haan 46' ( Klomp), Oehlers 46' ( W. Ould-Chikh), Mühren 46' ( Hoeve), Veerman 46' ( Blommestijn) RESERVEBANK: Ngom | Miras 46' ( Dutoit), Janssens 46' ( Vansteenkiste), Spegelaere 46' ( Lemoine), Schuermans 46' ( Prychynenko), Staelens 46' ( Almenara), Van Landschoot 46' ( Musuayi), De Schryver 46' ( Hendrickx), Klas 46' ( Sierra), Van Acker 46' ( De Ridder), Dierckx 46' ( Walbrecq), Burgos 46' ( Mertens) |  |
| Bijz.: Verdediger Marco Tol en aanvaller Aurelio Oehlers op proef Afwezig: B. Ould-Chikh, Demircioğlu, Van Driel, Maulun, Van Oevelen (geblesseerd) |             |               |                | | |  |

| 27 juli 2024, 14:00 uur | RKAV Volendam | 0 – 3 (0 – 0) | FC Volendam                      | Opstelling RKAV Volendam | Opstelling FC Volendam |  |
| Stadion: Hein Koning Voetbalstadion, Volendam |               |               | 55' Mühren 80' Hoeve 86' Benamar | Van der Plas 82' ( Kluessien), L. Veerman 82' ( Bond), Schokker, Karregat, S. Veerman, Kroon 46' ( Timo Schokker), Sier 60' ( Smit), Runderkamp 82' ( Sam Schokker), R. Tol 60' ( Sout), Van Montfort, Boudouni 82' ( I. Tol) RESERVEBANK: Stuyt, Kwakman | Lauwers, Beukers 60' ( Payne), Amevor 46' ( Benamar), Mbuyamba, Mau-Asam 76' ( Klomp), Plat, Leliendal 60' ( Nazih), De Haan 70' ( B. Ould-Chikh), W. Ould-Chikh 60' ( Oehlers), H. Veerman 70' ( Hoeve), Mühren 82' ( Blommestijn) RESERVEBANK: Ngom, M. Tol |  |
| Stadion: Hein Koning Voetbalstadion, Volendam |               |               |                                  | Van der Plas 82' ( Kluessien), L. Veerman 82' ( Bond), Schokker, Karregat, S. Veerman, Kroon 46' ( Timo Schokker), Sier 60' ( Smit), Runderkamp 82' ( Sam Schokker), R. Tol 60' ( Sout), Van Montfort, Boudouni 82' ( I. Tol) RESERVEBANK: Stuyt, Kwakman | Lauwers, Beukers 60' ( Payne), Amevor 46' ( Benamar), Mbuyamba, Mau-Asam 76' ( Klomp), Plat, Leliendal 60' ( Nazih), De Haan 70' ( B. Ould-Chikh), W. Ould-Chikh 60' ( Oehlers), H. Veerman 70' ( Hoeve), Mühren 82' ( Blommestijn) RESERVEBANK: Ngom, M. Tol |  |
| Stadion: Hein Koning Voetbalstadion, Volendam |               |               |                                  | Van der Plas 82' ( Kluessien), L. Veerman 82' ( Bond), Schokker, Karregat, S. Veerman, Kroon 46' ( Timo Schokker), Sier 60' ( Smit), Runderkamp 82' ( Sam Schokker), R. Tol 60' ( Sout), Van Montfort, Boudouni 82' ( I. Tol) RESERVEBANK: Stuyt, Kwakman | Lauwers, Beukers 60' ( Payne), Amevor 46' ( Benamar), Mbuyamba, Mau-Asam 76' ( Klomp), Plat, Leliendal 60' ( Nazih), De Haan 70' ( B. Ould-Chikh), W. Ould-Chikh 60' ( Oehlers), H. Veerman 70' ( Hoeve), Mühren 82' ( Blommestijn) RESERVEBANK: Ngom, M. Tol |  |
| Bijz.: Verdediger Marco Tol en aanvaller Aurelio Oehlers op proef; rentree Bilal Ould-Chikh na maanden blessureleed. Afwezig: Van Driel, Maulun , Van Oevelen (geblesseerd); Antonioli, Demircioğlu (onbekend) |               |               |                                  | | |  |

| 2 augustus 2024, 14:00 uur                                                                                       | Jong Ajax                        | 3 – 1 (0 – 0) | FC Volendam | Opstelling Jong Ajax | Opstelling FC Volendam |  |
| Stadion: Sportpark De Toekomst, Duivendrecht                                                                     | Banel 51' Kalokoh 108' Vink 117' |               | 63' Veerman | Setford 73' ( Reverson), Jermoumi 46' ( Brandes), Ugwu 46' ( Receveur), Verschuren 91' ( Janse), Mokio 46' ( Chahid), Alders, Vos 62' ( Kalokoh), Speksnijder, Faberski 46' ( Wolff), Konadu 46' ( Vink), Banel | Lauwers 91' ( Ngom), Payne 34' ( Beukers 91' ( Antonioli), Mbuyamba 91' ( Curiel), Benamar 80' ( Tol), Steur 91' ( Demircioğlu), Plat 91' ( Van der Horst), Leliendal 69' ( Nazih), De Haan 91' ( B. Ould-Chikh), Oehlers 63' ( Mau-Asam), Veerman 91' ( Hoeve), Mühren 91' ( Blommestijn) RESERVEBANK: Amevor, Van Driel, Klomp |  |
| Stadion: Sportpark De Toekomst, Duivendrecht                                                                     |                                  |               |             | Setford 73' ( Reverson), Jermoumi 46' ( Brandes), Ugwu 46' ( Receveur), Verschuren 91' ( Janse), Mokio 46' ( Chahid), Alders, Vos 62' ( Kalokoh), Speksnijder, Faberski 46' ( Wolff), Konadu 46' ( Vink), Banel | Lauwers 91' ( Ngom), Payne 34' ( Beukers 91' ( Antonioli), Mbuyamba 91' ( Curiel), Benamar 80' ( Tol), Steur 91' ( Demircioğlu), Plat 91' ( Van der Horst), Leliendal 69' ( Nazih), De Haan 91' ( B. Ould-Chikh), Oehlers 63' ( Mau-Asam), Veerman 91' ( Hoeve), Mühren 91' ( Blommestijn) RESERVEBANK: Amevor, Van Driel, Klomp |  |
| Stadion: Sportpark De Toekomst, Duivendrecht                                                                     |                                  |               |             | Setford 73' ( Reverson), Jermoumi 46' ( Brandes), Ugwu 46' ( Receveur), Verschuren 91' ( Janse), Mokio 46' ( Chahid), Alders, Vos 62' ( Kalokoh), Speksnijder, Faberski 46' ( Wolff), Konadu 46' ( Vink), Banel | Lauwers 91' ( Ngom), Payne 34' ( Beukers 91' ( Antonioli), Mbuyamba 91' ( Curiel), Benamar 80' ( Tol), Steur 91' ( Demircioğlu), Plat 91' ( Van der Horst), Leliendal 69' ( Nazih), De Haan 91' ( B. Ould-Chikh), Oehlers 63' ( Mau-Asam), Veerman 91' ( Hoeve), Mühren 91' ( Blommestijn) RESERVEBANK: Amevor, Van Driel, Klomp |  |
| Bijz.: Besloten oefenwedstrijd van 3 x 45 minuten; verdediger Marco Tol op proef Afwezig: Van Oevelen (onbekend) |                                  |               |             | | |  |

| 13 november 2024                                                                                          | Sparta Rotterdam | 1 – 0 (0 – 0) | FC Volendam | Opstelling Sparta Rotterdam | Opstelling FC Volendam |  |
| Stadion: Spartastadion Het Kasteel                                                                        | Baas 52'         |               |             | Schoonderwaldt, Van Wageningen, Meissen, De Ligt 79' ( Guit), Kleijn, Baas, Bais 79' ( Marhoum), El Dahri 59' ( Bynoe), Brym 46' ( Kromah), Metinho 59' ( Santos), Mito | Lauwers, Curiel 62' ( Payne), Mbuyamba, Steur 62' ( Blondeau), Leliendal 62' ( Bijnoe), Plat, Jacobs 75' ( Zijlstra), Bukala 62' ( Bouziane), Demircioglu 62' ( Mau-Asam), Manu 62' ( Hoeve), Oehlers 62' ( Wong-A-Soij) |  |
| Stadion: Spartastadion Het Kasteel                                                                        |                  |               |             | Schoonderwaldt, Van Wageningen, Meissen, De Ligt 79' ( Guit), Kleijn, Baas, Bais 79' ( Marhoum), El Dahri 59' ( Bynoe), Brym 46' ( Kromah), Metinho 59' ( Santos), Mito | Lauwers, Curiel 62' ( Payne), Mbuyamba, Steur 62' ( Blondeau), Leliendal 62' ( Bijnoe), Plat, Jacobs 75' ( Zijlstra), Bukala 62' ( Bouziane), Demircioglu 62' ( Mau-Asam), Manu 62' ( Hoeve), Oehlers 62' ( Wong-A-Soij) |  |
| Stadion: Spartastadion Het Kasteel                                                                        |                  |               |             | Schoonderwaldt, Van Wageningen, Meissen, De Ligt 79' ( Guit), Kleijn, Baas, Bais 79' ( Marhoum), El Dahri 59' ( Bynoe), Brym 46' ( Kromah), Metinho 59' ( Santos), Mito | Lauwers, Curiel 62' ( Payne), Mbuyamba, Steur 62' ( Blondeau), Leliendal 62' ( Bijnoe), Plat, Jacobs 75' ( Zijlstra), Bukala 62' ( Bouziane), Demircioglu 62' ( Mau-Asam), Manu 62' ( Hoeve), Oehlers 62' ( Wong-A-Soij) |  |
| Bijz.: Besloten oefenwedstrijd. Afwezig: De Haan, Beukers (geblesseerd), aantal basisspelers kregen rust. |                  |               |             | | |  |